# 仮面ライダードライブ
『仮面ライダードライブ』（かめんライダードライブ、欧文表記:KAMEN RIDER DRIVE）は、2014年10月5日から2015年9月27日まで、テレビ朝日系列で毎週日曜8:00 - 8:30（JST）に全48話が放送された、東映制作の特撮テレビドラマ、および作中で主人公の変身するヒーローの名称。
キャッチコピーは、「この男、刑事で仮面ライダー!!」。

## 概要
平成仮面ライダーシリーズ第16作目。
主役となる仮面ライダードライブは自動車がモチーフとして設定され、シリーズで初めてバイクではなく自動車を運転するライダーとなっている。ストーリー面では刑事ドラマの要素が取り入れられており、味方側の登場人物の大半は警視庁所属の人物で固められている。警察に所属もしくは警察官が変身する仮面ライダーは過去にも存在したが、警察官が主人公となったのは初めてである。
ストーリー形式は過去の作品と同じく前編と後編の2話完結で1つの事件を描くスタイルであるが、エピソードによっては1話完結のストーリーを前振りとして次の2話に繋げる事実上の3話構成（第9 - 11話、20 - 22話）や、1話完結の事件2つを合わせて1つのエピソード（第12・13話）を構成する場合もある。全体としては、第24話までが第1部、第36話までが第2部（警察編）、第37話以降が最終シリーズ（ロイミュード編）と大きく区分されている。またメインのストーリーは第47話で完結し、最終話（第48話）は次回作『仮面ライダーゴースト』とコラボした特別編として位置付けられている。

## あらすじ
西暦2014年。雨が降りしきっていたとある日、人類の滅亡を目論む謎の人工生命体ロイミュードが世界各地を襲撃した。ロイミュードの力によって周囲のあらゆるものの動きが鈍くされ、多くの人々が犠牲となった。後に周囲の動きが遅くなる現象は重加速やどんより、ロイミュード襲撃の出来事はグローバルフリーズと呼ばれるようになった。その同時期、警視庁の刑事泊進ノ介は同僚の早瀬明と共に爆破テロの犯人と交戦していたが、発生した重加速の影響で拳銃を誤射してしまい、その二次災害によって早瀬に重傷を負わせてしまう。同じ夜、巡査の詩島霧子は1体のロイミュードと遭遇して命の危機に陥るが、意志を持つミニカーシフトカーを使役して戦う仮面の戦士仮面ライダープロトドライブに命を救われた。
それから半年後。進ノ介はグローバルフリーズ発生後に設立された怪奇事件専門の部署特状課に左遷され、早瀬に重傷を負わせたという失態から無気力になり、サボっては同僚となった霧子によって部署に連れ戻される毎日を続けていた。そんなある日、人間が全身真っ赤になって意識を失うという殺人未遂事件が起こり、特状課は捜査に乗り出す。その捜査で進ノ介は人工知能を持ったベルトドライブドライバー（ベルトさん）と、ベルトさんが使役するシフトカーに出会う。やがて人間を襲うロイミュードを発見した進ノ介は腰に着けていたベルトさんに変身を促され、シフトカーの力で戦う戦士ドライブに変身し、ロイミュードを撃退した。その後、プロトドライブのことを知っていた霧子は進ノ介を秘密基地ドライブピットに案内し、ドライブのことは特状課にも漏らさないようにと告げる。やがて、プロトドライブが「仮面ライダー」と呼ばれていたことを知った進ノ介は、秘密の戦士仮面ライダードライブとして、ロイミュードとの戦いに身を投じる。一方でロイミュードも指導者であるハートと参謀格のブレンが動き出し、仮面ライダーと同等の力を持つ戦士魔進チェイサーを繰り出す。彼は敵でありながら、無関係の人間を決して襲わず、仮面ライダーとの一騎討ちを望むという高潔な一面を持つ戦士だった。戦いが激化する中、仮面ライダーマッハの資格者として訓練を積んでいた霧子の弟詩島剛がアメリカから帰国して仲間に加わり、ドライブピットは二人体制でロイミュードに立ち向かう。
そんなある時、ロイミュードの幹部ロイミュード001（フリーズ）により、人間と融合する新たなタイプのロイミュードが生み出され、人間を殺害するわけにはいかない仮面ライダー側は苦戦を強いられる。現れた融合進化態ロイミュードは早瀬の入院している病院を襲撃し、多くの市民が危機に陥った。進ノ介は早瀬の危機を目の当たりにし、ベルトさんの「仮面ライダーの正体は秘密でなければいけない」という反対を押し切り、ついに一般市民の目の前でドライブに変身する。こうして「警察官が仮面ライダーだった」ということが世間に知れ渡ることとなった。一方、魔進チェイサーことチェイスは、自身がかつてプロトドライブであったことを思い出すが、ハートたちと友情を誓い合ったこともあり、人間のためにもう一度戦うべきか否かについて思い悩んでいた。ハートはチェイス自身にその決断を委ねるが、かつて自身が救った霧子が危機に陥る様を見て、人間を救うことは自分の本能なのだと理解し、第3の戦士仮面ライダーチェイサーに変身、ロイミュードに反旗を翻す。
チェイサーが加入した後、進ノ介はかつて自分の父親泊英介を殺した犯人を逮捕する。しかし真犯人は、警察内部で人間に化けて暗躍していたロイミュード001こと真影壮一と、彼の手下である警察の幹部仁良光秀の2人だった。2人の策略に翻弄され、一時は特状課全体が世間から敵視されるという危機に陥るが、進ノ介は彼らの犯行を白日の下に晒し、特状課の名誉を回復すると共に真影＝フリーズロイミュードを打倒、仁良を破滅に追いやることで父の仇討ちを果たすことが出来た。一方で、ロイミュードに洗脳されたふりをして彼らに従っていた剛の捜査で、ロイミュードの生みの親にして剛と霧子の父蛮野天十郎が、ベルトさん同様に意識体として生き延びていることが発覚。当初は特状課に手を貸す素振りを見せる蛮野だったが、それは全て罠だった。蛮野は悪の戦士ゴルドドライブに変身し、味方であるはずのハートたちをも踏み台にし、第2のグローバルフリーズを起こすために全世界に向けて牙を剥く。

## 登場人物

### 仮面ライダーの変身者
泊 進ノ介（） / 仮面ライダードライブ
本作品の主人公。特状課巡査。身長185センチメートル。左利き。1990年12月24日生まれ。23歳→24歳。誕生日とクリスマスのプレゼントを一つに纏められることを不満に思っている。血液型はO型。一人称は「俺」。フリーズロイミュードの氷の針が効かない特異体質と強い意志力を持つ。
ドライブの武器を外見だけで「ハンドル剣」「ドア銃」など（両者とも仮面ライダードライブの登場仮面ライダー#仮面ライダードライブを参照）と名づけるほどネーミングセンスが悪く、ベルトさんからは呆れられている。大の自動車マニアで、プライベートの愛車は日産・GT-R、オフィスの机の上を自動車の置物で飾り、多くの決め台詞にも自動車に関する単語を織りまぜている。特状課の面々によるとミルクキャンディが好物である。
警察官の父親である泊 英介（）に影響され、殉職した彼の後を継いで警察官になった。かつては特殊班のエリート刑事だったが、事件の捜査中に重加速の影響による誤射により同僚の刑事で相棒だった早瀬を再起不能にしてしまい、島流しの形で特状課に転属された。以後はその事件のトラウマもあいまって仕事への情熱を失い、隙あらばひなたぼっこなどに興じてサボりを決め込む問題刑事になっていたが、一旦エンジンがかかれば熱血漢としての一面を見せる。
「考えるのはやめた」というセリフが口癖だが、サボっている時とエンジンがかかっている時では意味合いが異なり、サボっている時は単なる面倒臭さから、ロイミュードに立ち向かう際は自らを奮い立たせるために発する。やる気を出したときや本気になったときは緩んだネクタイを締め直し、捜査の末に事件の真相に辿り着いた際には「脳細胞がトップギアだぜ!」という決め台詞と共に事態収束に向けて動き出す。事件の整理や推理を行う際には、彼の周囲を事件に関する複数のビジョンが浮かんで公転し、整理・推理が完了すると「繋がった」と呟く。
2014年8月に特状課に配属され、トライドロンとドライブドライバー（ベルトさん）を超人としての資質を見出されて与えられ、配属後に起きた殺人未遂事件で犯人と目されるロイミュードに遭遇したことを機に、初めてドライブへと変身した。
霧子に対しては、彼女のバディ（相棒）としての腕前を認める一方で、普段の彼女の言動については「小うるさい暴力女」という印象を持っていたため、当初は彼女を異性としては認識していなかった。その後、第43話でチェイスから「お前の愛する人も霧子なのか?」と尋ねられたことがきっかけで、内心では自分が霧子に惚れていたことに自覚する。
霧子の弟でありもう一人の仮面ライダーである剛に対しては、当初はそのトラブルメーカーな性格に振り回されていたが、自ら無茶をしがちな彼のブレーキになることを宣言し、良い兄貴分となっている。剛からは霧子との関係の邪推を含めて「進兄さん」と呼ばれている。
父の英介の殉職事件が与えた影響は大きく、真相を知ろうとして焦るあまりロイミュードが標的としていた人物の警護を疎かにしてしまい、チェイスから「人間を守るのが、仮面ライダーの使命ではないのか?」と一喝されることもあった。
超進化態に生まれ変わったフリーズロイミュードの放った光弾を受け、一度は殉職してしまうが、ベルトさんが生命維持装置のような役割になっていたため細胞の死を免れており、りんなが開発したシフトトライドロンを使い、霧子の命がけの行動もあって蘇生。フリーズロイミュードを撃破し、後に泊英介殺しの真犯人である仁良を逮捕、因縁に終止符を打った。
ゴルドドライブらとの最終決戦では、ハートやメディックと共に特防センタービルに潜入するが、シグマサーキュラーの攻撃で重傷を負う。だが、メディックの捨て身の治癒で再び力を取り戻し、ハートと共にシグマサーキュラーを破壊。その直後、敢えて生身の体でハートと最後の一騎討ちを行い、彼の消滅を敬礼をもって見送った。そして、ベルトさんとの別れの時、ホログラムで出現したクリム・スタインベルトにシフトブレスを手渡した。
その数日後、自身と早瀬にとって因縁の相手であるテロ組織ネオシェードが眼魂（）と呼ばれるアイテムを研究所から盗み出した事件の捜査にあたるが、ベルトさんがいなくなったことに対する喪失感から、時折ベルトさんの幻覚を見るようになる。しかし、そんな進ノ介の心境を察した追田の励ましを受けて不安を拭い去り、「たとえ変身できなくても、ベルトさんがいなくても、俺は刑事で仮面ライダーだ!!」と決意を新たにし、ネオシェードとの戦いに決着をつけた。
ネオシェードの事件が終わった後、巡査部長に昇進し、警視庁捜査一課に転属。英介と同じくエースとして長きに渡り活躍する。霧子とバディとして共に行動していき、後に結婚する。
- 名前は最初は立ち止まっているがエンジンが掛かると走り出すことから「ストップ（泊）＆ゴー（進）」に由来する。
- 性格などの設定は、重複する要素が多い『仮面ライダーW』の照井竜 / 仮面ライダーアクセルとの差別化が意識されている。メインライターの三条陸は、当初は泊進ノ介のキャラクター像を「ちょっとひねたクールガイ」と想定していたが、実際に起用された竹内とはイメージが異なると判断し、第9話から第11話にかけて「クールに格好つけていたが、根は熱い」という竹内本人に合わせたものへと変化させていった。第32・33話での進ノ介の死と復活は『フォーゼ』でも主人公の死と復活が描かれていたため、あくまでも進ノ介の死に様を描くものとなった。

『手裏剣戦隊ニンニンジャーVS仮面ライダードライブ』
重加速が起きたときに現場にいたニンニンジャーを「忍者なのに派手な色はかえって怪しい」と誤認ではあるが逮捕する。
『スーパーヒーロー大戦GP 仮面ライダー3号』
事件が始まった時点（歴史改変がされた時点）、歴史改変の影響でショッカーライダーになってしまう。その後、正義のために戦う南光太郎 / 仮面ライダーブラックを目撃し、正義の心を取り戻す。
『dビデオスペシャル 仮面ライダー4号』
『仮面ライダー3号』のスピンオフ作品となる作品。「最初は自分が戦死、次に剛が戦死する」という歴史が繰り返すことによる既視感に気付き、ベルトさんとともに時間が巻き戻されていることを証明する。
『仮面ライダー平成ジェネレーションズ Dr.パックマン対エグゼイド&ゴーストwithレジェンドライダー』
レジェンドライダーの1人として登場。パックマンウイルスの事件を探る天空寺タケルと接触し、タケルにDr.パックマンの正体である財前美智彦の情報を与え、事件の解明に一役買う。テレビシリーズ最終回でベルトさんが地下深くに封印されたため変身はできない。
操真晴人（仮面ライダーウィザード）から敵アジトの情報を知らされ、天空寺タケルにその場所を伝える。変身できずとも自分が仮面ライダードライブであるとの思いから単身で駆け付けタケルたちと共に戦っている最中に、突然現れた仮面ライダー鎧武よりベルトさんを受け取り、再び変身する。
『小説 仮面ライダードライブ』
特殊犯罪捜査第4係の班長として活躍しており、今も仮面ライダーの魂を胸に犯罪捜査に携わっている。

詩島 剛（） / 仮面ライダーマッハ
アメリカから帰国した、フリーのカメラマンを生業とする青年で詩島霧子の弟。19歳。一人称は「俺」。進ノ介と同様にフリーズの氷の針が効かない特異体質を持つ。
アメリカ在住時に、マッハの開発者であるハーレー・ヘンドリクソン博士に装着者として選ばれ、彼の下で訓練を受けていたが、訓練を途中放棄して無断で日本に帰国、ドライブと共にロイミュードと戦うこととなる。
テンションが高く派手なパフォーマンスを披露しながらその場に登場するなど自己顕示欲の強い面が目立つが、姉の霧子には「たった一人の大切な家族だから」と真摯に親愛の情を見せる。バク転や逆立ちなど生身での高い身体能力と、警察官顔負けの捜査能力や推理力を併せ持つ。特状課の管轄にも、一般人としてのフットワークの軽さを生かし、別の観点から事件解決に協力することも多い。
初対面時は進ノ介のことを「エンジンがかかるのが遅すぎる」と見下したような態度をとっていたが、後に彼の洞察力や行動力に感慨を抱き和解、兄貴分として慕うようになる。また、姉の霧子と男女の仲的な意味でいい関係だと評して「進兄さん（または進兄ちゃん）」と呼んでいる。
ロイミュードを強く敵対視しており、人間の敵であるロイミュードは全て倒すべきだという持論を持っている。過去にプロトドライブとして霧子の命を救ったチェイスに対しても、これまでの遺恨や父のこともあって素直な態度を取れずにおり、「俺とお前はダチにはなれないのか?」という質問に対しても「俺は人間でお前はロイミュードだ、なれるわけがない」と突き放したような答えを返したこともある。しかし、進ノ介の殉職に際し誰かを守ろうとする仮面ライダーの信念を認められ、特状課に顔を出せなかった時期に行動を共にすることも多かったからか徐々に態度は軟化させている。また、人の心を理解したロイミュードやチェイスの処遇を進ノ介に任せるなど、彼との考えの違いには一定の理解を示している節も見せる。
自分とドライブの力の差が開き始めたことに焦ることもあったが、霧子に「剛のことを誰よりも信じている」との言葉をかけられ、再び自信を取り戻し、デッドヒートのデッドゾーンを完全制御することに成功した。
進ノ介が市民の眼前でドライブに変身した戦闘の終了後、自身も変身を解くことでマッハとしての正体を明らかにしている。
ブレンの持つタブレットに蛮野博士のデータ化した意志が収められていることを教えられた際に、それを奪えばロイミュードを倒すヒントが得られると考え、フリーズに洗脳されたフリをしてロイミュード一派に加わる。その際には「ミスターX」として密かに特状課に情報を送ったりもしていた。その後、フリーズとチェイスが戦った際に、隙を見てブレンからタブレットを奪い取りチェイスとともにその場を離脱。霧子に今まで操られたふりをして騙していたことと進ノ介を見殺しにしたことを謝罪し、蛮野博士から提示された進ノ介の蘇生方法を伝えている。
しかしドライブと共にハートと交戦する中、蛮野が操るライドブースターレッドの襲撃を受け、ハートから父の蛮野の過去と本性を聞かされ、自身も蛮野にとっては道具でしかなかったと気づき愕然とする。その後、「人間を脅かす悪は、たとえそれが父親であっても倒す」と決意を新たにした。
第40話までは普通二輪の免許しか持っていなかったが、チェイスが特例で中型四輪と中型大型二輪、トライドロンの免許取得のため教習中であることを知り、彼への対抗意識から自らも教習を受け、トルネードの件が片付いた後に特例で中型四輪と中型大型二輪、トライドロンの免許を取得した。
最終決戦では蛮野の手からメディックを救うべく捨て身の行動を取ったブレンの最期を目の当たりにし「俺はロイミュードに同情なんかしない、そう思っていたけど、今は超アタマに来ているんだ!」と激昂し、004の自爆からハートとメディックをも守るなど、心情の変化が見られた。その後、特防センタービルでのゴルドドライブとの決戦において、チェイスから、彼の持っていたシグナルチェイサーと運転免許証を託され、彼の自爆攻撃を目の当たりにする。彼の死後、チェイスに対して素直になれなかった自分自身を悔やみながら、力を振り絞ってマッハに再び変身した後、チェイスが遺したシグナルチェイサーを使い仮面ライダーチェイサーマッハに変身し、死闘の末にゴルドドライブを撃破する（ライダーキック同士のぶつかり合いの際に、仮面ライダーチェイサーの幻影が後押しした）。その直後に現場に駆けつけた霧子に「こんなことになるなら、『お前は俺のダチだ』って言えばよかった」と涙ながらに自分の思いを吐露し、チェイスの死を知らせた。そして、ドライバーだけの状態でしぶとく生き残った蛮野を「偉大な私の頭脳をこの世から消してはならない!」という命乞いにも躊躇することなくチェイスの忘れ形見であるシンゴウアックスで一刀両断して完全に消滅させ、その際に「さよなら、父さん」とこぼした。
ロイミュードとの戦いが終わった後、迎えに来たハーレー博士と共に旅をしながら亡きチェイスの魂（コア）を捜して、世界各地を放浪している。また、行った先々で発表した動物や自然の写真が話題となり、幻のカメラマンとして世界的に有名になる。チェイスから託されたシグナルチェイサーと運転免許証は封印せずに持ち歩いている。
- 名前は『仮面ライダー』で一文字隼人 / 仮面ライダー2号を演じた佐々木剛や『マッハGoGoGo』の三船剛に由来する。また進ノ介と同様に「静寂（）」から「GO」という静から動への変化といった意味もかけている。性格も一文字隼人のような陽気で頼もしいイメージが取り入れられている。当初の脚本では霧子は「姉さん」と呼んでいたが、稲葉に合わせて「姉ちゃん」と呼ぶことで剛の多面性を表現している。
- 「Go」と書かれたTシャツは、小さなころに名前を持ち物に書けと言われたことで身についた習慣が抜けていないという想像によるもの。

『手裏剣戦隊ニンニンジャーVS仮面ライダードライブ』
黒井響一郎こと仮面ライダー3号と遭遇。進ノ介とは別の方向から事件を探ることとなる。
『スーパーヒーロー大戦GP 仮面ライダー3号』
事件が始まった時点（歴史改変がされた時点）から正義のライダーとして登場。その後、進ノ介たちと合流し戦う。しかし最終決戦で、ショッカー怪人たちの一斉攻撃を浴びて戦死しており、歴史修正後も剛の死のみ修正されていなかった。戒名は「天眞院飄雲賢剛居士」。
『dビデオスペシャル 仮面ライダー4号』
『仮面ライダー3号』のスピンオフ作品となる作品。先述の剛の死に関する部分の歴史も修正されたが、同作品で発生した事態の原因の1つとなっている。
『劇場版 仮面ライダードライブ サプライズ・フューチャー』
指名手配犯となった進ノ介を信じつつも、身柄を一度確保しようとする。
『仮面ライダー×仮面ライダー ゴースト&ドライブ 超MOVIE大戦ジェネシス』
日本で眼魔による超常現象が騒がれる中で帰国し、ハーレー博士が進ノ介用に開発したマッハドライバー炎を進ノ介に渡す。
『小説 仮面ライダードライブ』
テレビシリーズより2年後の活躍、そしてテレビシリーズ以前の過去が描かれている。
017と018に親友を殺されたことでロイミュードへの憎しみを抱くようになったことが明かされた。ハーレー博士に窮地を助けられたことでマッハの修行を始めたが、自身の父が蛮野と知ったことと、017と018が日本に向かったことで修行を中断し後を追い来日していた。
人間とロイミュードの関係を模索し、怒りや憎しみに囚われず善良な心だけで仮面ライダーとなる方法を探し旅をしていた。進ノ介と霧子の二度目の結婚パーティーのために帰国し事件に巻き込まれる。元仮面ライダーであることから客員捜査員として権限を与えられ狩野とコンビを組む。西堀光也の娘である令子と面会を繰り返す内に良好な関係を築きあげる中、意識不明となった彼女が遺したヒントから005が黒幕であることに気付き、プロトタイプマッハドライバーを手に仮面ライダーとして戦いに向かった。
『劇場版 仮面ライダージオウ Over Quartzer』
レジェンドライダーの一人として登場。クリムからの連絡により、ソウゴたちにクリムとクララを含めたスタインベルト一家の保護を依頼。その後、戦国時代から戻ってきたソウゴたちにマッハライドウォッチをソウゴに託したが、一時的にライダーとしての記憶を失った。
その後、ライダーとしての記憶が戻り、牢屋に入れられたソウゴを救出した後にウォズが逢魔降臨暦を自ら破ったことでマッハの力が戻った。

チェイス / プロトゼロ（ロイミュード000） / 仮面ライダープロトドライブ→魔進チェイサー→仮面ライダーチェイサー
本作品において最初に「仮面ライダー」の名を冠した戦士であり、「000」のナンバーを持つロイミュードの原型とされるコア・ドライビアを装備した機械生命体の青年。一人称は「俺」。普段は「チェイス」を名乗り、紫と黒のライダースーツ風のジャケットを身に纏い、コピー元である狩野洸一を模した人間態をとっている。
ロイミュードの中で唯一「人間を守れ」という人類奉仕の基幹プログラムが強力にインストールされており、他のロイミュードとは一線を画す存在であり、グローバルフリーズ時は試作型ドライブシステムを装着して多くのロイミュードを交戦の末にコアへと還元した仮面ライダープロトドライブとしてロイミュードの畏怖の対象となった。しかし当時のプロトドライブシステムにロイミュードのコアを破壊する機能がなかったこともあり、ハートロイミュードに敗北したことで機能停止に追い込まれる。その後、ハートに同じ機械生命体である友として迎えられ、ブレンによるプログラムの上書きと記憶消去や真影（フリーズ）・ハート・ブレンの3人による改造・修復を受け、ロイミュードの開発した戦士魔進チェイサーとして生まれ変わらされていた。
クールかつ寡黙で秩序を重んじる性格。不適切な行動を取るロイミュードの粛清を主な任務とし、ロイミュードたち仲間からも「死神」と称され恐れられている。しかし、粛清対象となったロイミュードのコアまでは破壊せずやり直しの機会を与えていた。霧子が身を挺して進ノ介を庇ったのを目の当たりにして以来、言動や行動に変化が発生し、「（自分が）甘すぎる」として動揺や苛立ちを見せるようになる。後にブレンによって自分の正体を明かされたことで錯乱状態に陥り、ブレンから不良品として処分されそうになるが、ハートによって慰留されメディックによって「人間を守れ」という基幹プログラムを「ロイミュードを守れ」へと改竄する形で再洗脳を受ける。
再洗脳後は人間である霧子にも躊躇なく銃を向ける殺し屋と化し、プロトドライブとしての意識を取り戻させようとする進ノ介の訴えにも耳を貸すことなく躊躇なく襲い掛かるようになる。
5カ所同時殺人事件ではメディックの強化改造により超重加速を引き起こす能力を得て、ドライブをおびき寄せるためだけに無関係な人々を襲うが、その姿を見て迷いを振り切ったドライブとの決戦で敗れ去った。
その後、雨の降る夜に深手を負って倒れているところを霧子に発見され、とあるビルで霧子によりマッドドクターを使った治療を受け意識を取り戻す。この時点でメディックによる破壊衝動を伴った洗脳は解けており、霧子が自身を救ってくれたことや彼女が今でもプロトドライブであったころの自分に戻ってくれると信じていることなどを知り動揺。霧子がその部屋に飾っていた花を手に行方をくらました。
その後、人間とロイミュードの狭間で自身の行くべき道を定められないことで迷い苦しむが、ソードロイミュードに襲われた霧子を救出し「人間を救うのは自分の本能なのかもしれない」と自問自答し、もう一度やり直すことを決意。りんなが開発したマッハドライバー炎とシグナルチェイサーを用いて仮面ライダーチェイサーに変身し、ソードロイミュードを撃破する。
仮面ライダーチェイサーに変身して以降は、特状課に顔を出したり、単独で事件関係者との接触を図るなど、進ノ介らの調査に積極的に協力しているが、その一方で「誰にも聞かれなかったから」という理由で、001（フリーズ）の能力の詳細を話さなかったりするなど、やや生真面目で不器用な一面がある。しかし、進ノ介・剛・霧子の言動から「家族は大切なものだから、それが関わると、心が乱れてしまう」ということを学び、また彼らを気遣い守ろうという思いを強くしていく。
超進化態へと進化したフリーズロイミュードの攻撃で進ノ介が殉職した際には、自責の念に駆られる剛に「人々を守るために命を懸けて戦う仮面ライダーとして、己の信じる道を貫け」と叱咤激励をし、剛と霧子が立ち直るきっかけを作った。このころから剛はわずかながらチェイスに対する態度を軟化させ、馴れ合いを嫌いながらも信頼はするようになる。しかし、剛の口から明確に友達だと言われることはなかった。
第40話で特例で中型四輪と中型大型二輪、トライドロンの免許を取得した。エンジェルの一件で恋人の存在を学び、その影響か霧子に抱く気持ちが愛情なのかどうか考えるようになるが、進ノ介と霧子が互いに思いを寄せていることを知ったことで初めて失恋を経験し涙を流すが、その一方で「この痛みがむしろ誇らしい。人間に近づけた気がする」と喜びを感じていた。
最終決戦で剛と共にゴルドドライブに立ち向かうもその力に圧倒され、マッハドライバー炎も破壊された中で再び魔進チェイサーに変身し、剛を庇う形で致命傷を負う。もはや変身もかなわなくなったチェイスは「俺とお前はダチではないが、持っていてくれ。人間が俺にくれた宝物だ」と、剛にシグナルチェイサーと運転免許証を託す。そして「霧子が愛する者たちを守れるなら本望だ」と剛に最後の言葉を伝えると残された力を振り絞って生身でゴルドドライブを巻き添えにコアもろとも自爆した。
死後、剛の手でゴルドドライブとの戦いに決着がついた後、彼のもとに辿り着いた霧子からの連絡で進ノ介を通してハートとメディックにもチェイスの死が伝えられる。その際にハートからは「敵としても味方としても尊敬できる戦士だった」と評され、メディックは「あなたにも酷いことをしてしまった」と心の中で彼に詫びた。
- 三条はチェイスの立ち位置を沖田総司または斎藤一に例えている。
- 初期設定ではチェイスが霧子を守るのは蛮野のプログラムによるもので、蛮野にも娘を想う一面があることを示すものであった。この設定は演じる上遠野太洸にも伝えられていたが、最終的にはなかったものとされた。免許証のエピソードは劇場版の入場者特典を劇中に取り入れたものであるが、三条は結果的にチェイスが人間に近づきたいという流れへのいい前振りになったと述べている。脚本の三条は、チェイスの生き様や散り様を一番大切な人のためではない形にしていたため、一番霧子を愛していたが、霧子が大事にしていた剛を守って散るものとなった。
- プロトゼロは先にデザインされていたサイバロイドボディZZZのカラーリング、顔面と胸プレートを変えている。チェイスの素体ということから、観音顔のような表情をイメージしながら仕上げ、ニュートラルであるということだけではなく、上品さも加えている。

『仮面ライダー×仮面ライダー ゴースト&ドライブ 超MOVIE大戦ジェネシス』
進ノ介とタケルが過去（2005年）に飛ばされたことによる歴史の変化の影響（タイムトラベルによるバタフライ効果）により復活し、剛たちと共にロイミュードや眼魔の軍勢に立ち向かう。ポスターやパンフレットの紹介ではシンゴウアックスを持っているが劇中で実際に使用するシーンはなかった。

### 警視庁
特状課については#設定・用語も参照。
詩島 霧子（）
特状課巡査で進ノ介の相棒。21歳。剛の実姉。一人称は「私」。
サボり魔の進ノ介のお目付け役に任じられており、格闘戦も射撃の腕も一流で、自ら腰に装備したシフトカーを使い重加速の影響を受けることなく進ノ介の戦闘のサポートも行う。後にりんなからロイミュードの装甲を貫く対ロイミュード用弾丸や足裏に重圧発生器を内蔵した脚力強化用の専用シューズを授けられ、それらを用いた霧子キックや銃撃により、暴走状態のデッドヒートマッハを止めたり、不意打ちとはいえ上級ロイミュードを人間態に戻すほどの戦闘力を得る。
ただし弟の剛が突然帰国すると知り、有休をとって大急ぎで散らかった部屋の片付けをしたり手慣れない様子で料理を作るなど、生活能力は少々欠けている模様。
グローバルフリーズの日にペイントロイミュードになる以前のロイミュード010の襲撃に遭い、その時の恐怖から笑顔を一切見せることができなくなっていた。稀に笑顔を見せても、進ノ介に指摘されると即座に仏頂面に戻って「笑ってません」と否定する。その際、プロトドライブに助けられたことをきっかけにドライブの協力者となった。過去にドライブへの変身を試みたこともあったが、タイヤ装着の衝撃に耐えられなかったためか完全な変身ができなかった。
ロイミュードとの戦いが終わった後、進ノ介と共に捜査一課に転属。さらに後には2015年12月24日に進ノ介と結婚し、長男の英志を出産する。
- 名前は静けさを醸し出す「静寂（しじま）」とミステリアスさがあることから「霧」とキリッとしていることに由来する。
- 脚本の三条は、ベルトさんが進ノ介の戦闘におけるバディであるのに対して、霧子を実体のあるバディとしている。

『小説 仮面ライダードライブ』
育休を取り英志の面倒を見ている。

沢神 りんな（）
特状課客員電子物理学者。29歳。一人称は「私」。ロイミュードによる重加速現象を、「どんより」と名付けたのはりんなである。
お茶目で明るい性格で特状課のムードメーカーだが、独身であることを内心焦っており、婚期を心配して時に合コンを開きたびたび婚活パーティーにも参加している。一方で、大学時代に交際した笹本喜三郎を未だに忘れられない一面も持っている。追田と夫婦役で囮を演じた際には追田を「ゲンパチ」と呼んで共に捜査にあたり、それ以降は親しげな様子が見受けられる。特状課のオフィスでは4人分のロッカーを1人で占領している。
クリム・スタインベルトとは生前から知り合いであり、アメリカの大学にてハーレー博士からの勧誘を受け、ドライブのメカニック担当としてサポートを行っている。捜査活動で使う重加速粒子測定器と重加速軽減機のほか、ハンドル剣やドア銃などのドライブ専用武器およびチェイサー専用武器であるシンゴウアックスなども全てりんなの発明品である。また、ネクストシステムであるマッハドライバー炎の修理・改善や複製品を製作することもでき、開発から完成に至るまでの速さは極めて迅速である。
ロイミュードとの戦いが終わった後、本業および学会に戻り、電子物理学の世界的権威として活躍し、後年にノーベル物理学賞を受賞する。
- 苗字は霧子の「静寂」に対して「騒がしい」に由来する。当初は男性であった。
- 「ピンク色が好き」という初期設定のため、ネイルはピンクを取り入れており、デザインは吉井本人がしている。

『小説 仮面ライダードライブ』
ロイミュードと仮面ライダーの研究を諦め切れていないがクリムの言葉で迷っている。剛が仮面ライダーとして戦う必要に迫られた際は彼を信じ、プロトタイプのマッハドライバーとシフトバイラルコアを託している。
追田からのプロポーズを保留していたが、彼が重傷を負ったことで自分の気持ちに気付き受け入れることを決めた。

西城 究（）
特状課客員ネットワーク研究家。33歳。一人称は「僕」。「西城 究」はハンドルネームで、本名は今井 健太（）。進ノ介からは「究ちゃん」の愛称で、現八郎からは「究太郎」と呼ばれている。「なんて〜な○○だ」が口癖。兄弟はいない。
オタクらしい容姿と強烈な個性から、周囲の婦人警官たちからは煙たがられている。しかし、情報収集および情報解析能力はクリムが「天才児」と認めるほどの紛れもない本物であり、幾度も事件解決のための糸口を紡ぎだすだけでなく、ロイミュードのコアが普段はネットワークに潜みコピーする人間を物色する事実、およびその痕跡を解明したほどの実績を誇る。本業のネットワーク研究家としての活動詳細は不明だが、ヲタク界では「閣下」の敬称でカリスマ的知名度を誇り、ネット関係の著書を出版することもあり、握手会やサイン会も行っている。
ロイミュードとの戦いが終わった後、本業に加え、小説家としても人気者となり、特状課での体験を活かした小説『機械じかけの友情』は一大ベストセラーとなる。
- 名前は情報技術力が「最上級」であることに由来し、作中でも第20話で触れられている。

本願寺 純（）
特状課課長。階級は警視。血液型はA型。一人称は「私」。特状課の仲間などは「ちゃん」付けで呼ぶ。
トラブル嫌いの穏健派で大きな変化を好ましく思わず、「○○（自身の一人称）はねぇ、○○（自身の性分や心境）なんですよぉ」と述懐するのが癖。普段は部下たちの行動をただ見守っているだけで自分からは何も行動しないが、進ノ介が服役中の囚人と面会できるように交渉したり、迷う部下たちにアドバイスを行うなど要所においては適切なバックアップを行っており、底知れない実力で究を驚愕させたこともある。妻と娘の三人家族だが、本人曰く最近は娘との関係がギクシャクしているらしい。
趣味はゴルフ。ガラケーの占いサイト「職場運勢占い」にハマっており、ネクタイの色はその日のラッキーカラーによって合わせている。
実はドライブドライバーであるクリムの古くからの協力者であり、仮面ライダードライブが警察組織の内部で活用し易い隠れ蓑として水面下で特状課を設立・維持。大勢の人前で進ノ介が変身した件を受けたことで隠していた素性を明かし、ロイミュードの注意を警察側に惹きつける意味合いをこめて、ドライブの正体を世間に公表した。
物語終盤では、警察が開発した量産型ドライバー第一号の被験者として仮面ライダー純に変身した。しかし量産型第一号ということもあり、変身数十秒後に機能停止し、変身状態のまま動けなくなったため、作中では戦闘に参加することはなかった。
ロイミュードとの戦いが終わり参事官に就任、進ノ介がネオシェードとの因縁に決着をつけた後、彼を捜査一課に転属させる辞令を手渡す。その後、特状課でのロイミュード撲滅の功績が認められ彼の元に困難な任務が殺到し、「困った時の本願寺参り」とまで呼ばれるほどになり、後に警視庁副総監に昇進する。
- 苗字は自分では行動しないことから「他力本願」に由来する。初期案では女性管理職という設定であった。

『仮面ライダー×仮面ライダー ゴースト&ドライブ 超MOVIE大戦ジェネシス』
理事官に昇進。進ノ介と霧子に、頻発する超常現象の極秘捜査を命じる。また、作中再び仮面ライダー純に変身した。しかしダヴィンチ眼魔に一撃で瞬殺されてしまいあの世に逝きかけるが、あの世の狭間で仙人と会合しこの世に戻されてしまい、生き返った。

追田 現八郎（）
警視庁捜査一課警部補。38歳。一人称は「俺」。愛称は「ゲンさん」。りんなからは「ゲンパチ」と呼ばれている。
特状課に派遣される協力連絡員。物語序盤は階級が上である本願寺も含めた特状課を小馬鹿にして厄介者扱いしており、特に究とは大人げなく揉めることが多かったが、元同僚であった進ノ介には一目置いており、りんなのことを「先生」と呼び気に入っている。現実主義者かつかなりの頑固者で、当初は重加速現象の存在を「単なる都市伝説」と否定しており、自らが身を持って体験をしても頑なに認めようとしなかった。特状課と行動するうちにロイミュードや仮面ライダードライブの存在を含めた数々の怪現象を次第に認めるようになり、今や体を張って重加速現象がらみの事件の捜査に取り組んでいるが、かつての自分のように怪現象に理解を示さない上層部には憤慨している。
ロイミュードとの戦いが終わった後、警部に昇進。警視庁の名物刑事として半生を捜査一課に捧げ、後に捜査一課長となる。
- 名前は「（犯人を）追う現場主義者」であることに由来し、時代劇『影同心II』の堀田源八郎のもじりでもある。
- 「ロイミュード」を言い間違えることの真相は、元々は長谷川が脚本したてれびくんDVDでのキャラ付けを三条が拾ったが、三条が『MOVIE大戦フルスロットル』の打ち上げの席で深層心理的に抵抗感があるのではないかという話題を挙げていたものを、フリーズ登場編に際し長谷川圭一がフリーズに絡めることを発想して32話でその伏線を回収したものである。

『スーパーヒーロー大戦GP 仮面ライダー3号』
歴史改変の影響で（ショッカーに支配された歴史となり）、ショッカーの怪人チーターカタツムリとして登場。性格は冷酷無情な全くの別人で特状課のメンバーで唯一最後まで敵役だった。
『小説 仮面ライダードライブ』
りんなにプロポーズしているが答えを保留されていた。脱獄した浅村から橘を庇い意識不明の重体となる。
『ドライブサーガ　仮面ライダーハート』
刑事として蘇ったハートを支えるため、彼のバディとなる。

仁良 光秀（）
4月から新たに着任した警視庁捜査一課課長で追田の上司。一人称は「私」または「俺」。真影壮一の指示で特状課の監視を行っており、真影の正体が機械生命体（ロイミュード）であることを突き止めた進ノ介からそのことを聞かされても、まともに取り合おうとしなかった。
典型的な嫌味な管理職で、蛇のようにいやらしい性格。進ノ介がドライブであることを知り驚愕するも、それを逆手に取って進ノ介の失敗を嫌味な態度でからかい、事件の真実を知ろうとする進ノ介の妨害をしたり、父を侮辱するような言動をして進ノ介に苛立ちを募らさせ、終いには屈服させようと企む。
幾度と無く特状課の捜査を妨害しているが、逆に彼らの策略に出し抜かれてしまうことも多く、その都度腰を抜かしている。
その正体は進ノ介の父である英介を殺した12年前の事件の真犯人であり、プライドが異常に肥大したエゴイストでブレンから「愚劣で卑怯で最低な人間」、メディックから「小悪党」、真影(001、フリーズ)から「人間のクズ」と評されているほど。個人としてのプライドに反し、警察官としての誇りは全く持ち合わせていない。12年前の銀行強盗事件で、花形として活躍する同期で相棒である英介の真の警察官としての姿を目の当たりにしたことで、彼に対する嫉妬が爆発し、混乱に乗じる形で強盗犯が持っていた拳銃で英介を射殺。その一部始終を見ていた001（フリーズこと真影）に隷属化されずっと屈辱感を抱きつつ従っていた。
ブレンがドライブたちに敗れて逃げ去った後、進ノ介の手で逮捕されるが、「ロイミュードと仮面ライダー、どっちが勝つか最後まで見届けてやる」と不敵な捨て台詞と陰湿な嘲笑を残しつつ連行されていった。
なお、仁良が失脚した後の捜査一課課長には前任者の赤城刑事が復帰する形で着任した。
『小説 仮面ライダードライブ』
005に操られた西掘光也によって脱獄し、同じく彼の手で脱獄した浅村誠（宇津木壮）、根岸逸郎、多賀始、坂木光一ら、かつて自分同じくロイミュードに関連した事件に関わった犯罪者たちの中心的存在に立ち、進ノ介への復讐も兼ねて、西堀（005）の暗躍に嬉々と加担する。
自分を破滅に追いやった進ノ介に対して、逆恨みから英介以上に憎しみを抱くようになり、自身がかつて見届けてやると豪語した仮面ライダーとロイミュードの戦いについても、「最後はロイミュードが腑抜けになってつまらなかった」と酷評している。
西堀（005）から「狂気に満ちてる」と評されるなど、性格はテレビシリーズへの登場時以上に破綻的かつ残忍となっており、浅村が独断専行の末に捕まった際には、彼を切り捨てることを決めた西堀（005）に対し、自らその始末を請け負い、留置所に乗り込んで、浅村を散々弄んだ末に躊躇なく銃殺した。その後、西堀（005）からの指示を受けて過去のロイミュード犯罪を再現として、根岸を引き連れ、再び唐沢ゆかりを狙うが、根岸の裏切りにより失敗し、進ノ介と早瀬に取り押さえられて再逮捕された。

狩野 洸一（）
チェイスのコピー元である交通機動隊の白バイ隊員。チェイスの生真面目な性格も彼から受け継がれたと霧子は推測している。初登場となるテレビシリーズ最終話の他、派生作品にも度々登場している。
- 狩野の登場は三条陸の計らいによるものである。名前の「洸」の字もチェイスおよび狩野役の上遠野太洸からとっている。

『ドライブサーガ 仮面ライダーチェイサー』
チェイスが彼をコピーした経緯や、彼の日常のシーンが描かれている。
『小説 仮面ライダードライブ』
西堀光也（005）の事件に対し、客員捜査員として権限を与えられた剛とコンビを組む。

### ドライバー
意識と記憶をデータ化して特殊なデバイス（ドライバー）と成った、明確な自我を持つ「元・人間」たち。劇中では「ドライブドライバー」と「バンノドライバー」の2機が登場する。
ベルトさん（ドライブドライバー）
トライドロンに搭載されているナビゲーションシステムであり、進ノ介をドライブに変身させるベルト状の装置ドライブドライバーの通称（ベルト自体の機能については仮面ライダードライブの登場仮面ライダー#仮面ライダードライブの節を参照）。一人称は「私」。進ノ介が自身を「ベルト」と呼び捨てにした時に叱ったり、稀に皮肉を言うなど、進ノ介と円滑なコミュニケーションが取れる。内蔵のメモリーには科学者クリム・スタインベルトの全意識と記憶がダウンロードされている（後述）。
元々はプロトゼロ（チェイス）をプロトドライブに変身させ、共に戦っていた。
本願寺に特状課を設立させ、進ノ介が特状課に配属されるように仕向けたのも彼であり、進ノ介にはドライブの正体を霧子以外に明かさないようにと念を押していた。第25話でドライブの正体が公になるまでは秘密主義的な一面から、それを嫌う進ノ介の機嫌を損ねることもあった。
ロイミュード001（フリーズ）との戦いの際に進ノ介の身体の死を防ぐため、彼の心と自身のデータを融合させており、ドライバーの再起動と同時に進ノ介を蘇生させた。その影響で進ノ介と一心同体となり、タイプトライドロンへの変身時に限りベルトさんの意志で進ノ介の体を操れるようになった。
ロイミュード全滅後は自身の技術が悪用されることを防ぐため、進ノ介からシフトブレスを回収し、特状課のメンバーに「いつか私の発明が、正しいことのみに使われる未来が来たらまた会おう」と別れを告げ、マッハドライバー炎とルパンガンナー、シフトカーやシグナルチェイサー以外のシグナルバイクおよびトライドロン・ライドマッハー・ライドチェイサーと共にドライブピットの地下に自らを凍結し眠りについた。
進ノ介と霧子が互いに惹かれ合っていることを知った時には大いに歓迎し、自分がそれを見届けることはかなわないだろうとしながらも、その恋路を応援していた。最終決戦後、特状課に最後の別れを告げる際には霧子に「この奥手な相棒をこれからもよろしく頼む」と伝えている。
『劇場版 仮面ライダージオウ Over Quartzer』については#クリム・スタインベルトの節を参照。
- キャラクター描写は『ナイトライダー』に登場するナイト2000の人工知能K.I.T.T.が意識されているが、仮面ライダーが車を使役する関係は避けたいという三条の意向により、主人公より目上の立場の指令者として位置づけられた。

『サプライズ・フューチャー』
第40話で蛮野がバンノドライバーを開発する際に奪ったドライブドライバーに悪性のプログラムをインストールしていたことが原因で、人格が破壊衝動に振り回されるようになり、その状況を2035年のロイミュード108に付け込まれてしまう。
『仮面ライダー平成ジェネレーションズ Dr.パックマン対エグゼイド&ゴーストwithレジェンドライダー』
神の力を持つ仮面ライダー鎧武が地下深くのドライブピットより持ち出して凍結から覚醒。変身できないまま闘っていた進ノ介に手渡され再会する。

バンノドライバー
蛮野天十郎自身の配下たる004に強奪させたドライブドライバーの技術を解析して複製したコピードライバー。
銀を基調としたオリジナルとは異なり、バックル部の色は黒く染まっているほか、中央ディスプレイの表示色は黄色となっている。
タブレットから移し替えた蛮野の意志がインストールされており、寄生した肉体にイグニッションキーを捻らせることでゴルドドライブへと変身させる機能を有する。

### 科学者
クリム・スタインベルト
ドライブシステムならびに光式駆動機関「コア・ドライビア」を開発した科学者。冷静沈着で紳士的。一人称は「私」。仮面ライダーマッハの開発者であるハーレー博士の弟子であり、博士とはドライブドライバーになった今でも交流がある。
生前の自身の家庭については、本人曰く「研究一筋で、生涯独身」で、妻子を持つことは無かったらしい。
親友の蛮野博士の頼みを受け来日しロイミュードの開発に携わるも、独自に開発したコア・ドライビアを内蔵した試作機の000が重加速現象を起こしたことで実用化には反対していた。蛮野が独断で000の技術を盗用した001から003を開発し、002（ハート）に対して非人道的な「実験」と称した拷問を行う姿に狂気を恐れ、彼と絶交した。
15年前にハートを始めとする初期型ロイミュードたちの復讐に遭って人間としては死亡した。
『劇場版 仮面ライダージオウ Over Quartzer』
本作品はドライブドライバーとしてではなく、ホログラム状態での生前の姿で登場する。剛とソウゴたちに祖先であるクララの保護を依頼するが、ジョウゲンにスタインベルト家の家宝を奪われた際、一時的に消滅した。
ソウゴたちが現代に戻った際には復活し、ドライブライドウォッチをソウゴに託したが、再び消滅した。最終決戦には同一の存在かどうかは不明だが、ドライブドライバーとして現れる。

蛮野 天十郎（） / ゴルドドライブ
詩島姉弟の父親にして、クリム・スタインベルトの親友であった科学者。一人称は「私」。機械生命体ロイミュードの開発者であり、実質的に物語の全ての元凶となった人物。
優秀な頭脳の持ち主あると同時に、極端かつ危険な自己中心性と狂気を孕んだマッドサイエンティスト。家族である剛や霧子に対しても愛情といった感情は一切持ち合わせておらず、二人を含めた周囲の人間は勿論、ハートたちロイミュードの感情も、単なる研究材料としか考えていない。
物語開始時点より15年前に自己学習によって進化する増殖強化型アンドロイドとしてロイミュードをほぼ完成させるも、莫大な駆動エネルギー源と外部頭脳の小型化の問題を解決することが出来ず、クリムに動力となる光式駆動機関「コア・ドライビア」システムの技術提供を要請。クリムからはロイミュードと後述する彼自身の危険性に懸念を抱かれていたが、独断で000の構造を元に001から003のボディを製作する。だが、002を拷問したことで間もなく自身の悪の感情を学習した001から003までの初期型ロイミュード3体の反乱に遭い人間としては死亡。復讐のため「永遠の拷問」としてコアテクノロジーを応用したロイミュードの能力によってデータ化された意識体をタブレットに封じ込まれ、長らくブレンが保管・管理し時折密かに会話していた。
剛たちの信用を得て特状課に潜入した後、進ノ介を襲撃し004を介してドライブドライバーを強奪。その技術を盗んで複製したもう一機のドライバーにクリム同様自身の意志を転送してインストールすることでバンノドライバーとなると同時に、ドライブドライバーに悪性のプログラムを仕込み『サプライズ・フューチャー』でのベルトさんの暴走のきっかけを作った。
当初はロイミュードの治療を封じるためにメディックの体を奪う計画であったが、自身を襲撃して来た006のコアのみを破壊、計画を変更して抜け殻となった006の体を乗っ取ることで、超進化態のロイミュードと同等の力を持つゴルドドライブへと変身を遂げ、強力な肉体を獲得する。
最終目的は第2のグローバルフリーズを起こし、世界規模の重加速によって一切の障害を排除した上で、全人類をクリムや自身のようにデータ化してナンバリングした上での支配であった。
- 名前は「野蛮」の逆にしたもので、「実はいい人」などの一切の救いの要素が用意されていない。蛮野が実質的な最後の敵となることは企画当初から予定されており、蛮野が悪のドライブになるという案も三条は早い段階から想定していた。

ハーレー・ヘンドリクソン
アメリカ在住の科学者。クリム・スタインベルトの恩師でいわば仮面ライダーの礎といえる人物。豪快な性格の老人であり、現在は愛車のサイドカーに乗って世界を巡る旅行を楽しんでいる。
クリムの関係者だがロイミュードの抹殺対象にはなっておらず、「ネクストシステム（＝仮面ライダーマッハ）」を開発したが資格者の剛が訓練半ばで無断帰国したため、システムは未完成のままである。ボイスロイミュードの事件の直前にこちらも未完成状態のシフトデッドヒートを進ノ介たちの元に届け、それと前後して自らも世界旅行の途中で来日し最終調整を行った。その際にドライブピットに手製のハーレーパイを残していったが、このパイの包み紙裏にはトレーラー砲の完成に繋がる秘密の数式やピットクルーとされるマンターン・ジャッキー・スパーナの設計図が描かれていた。
ロイミュードとの戦いが終わった後、放浪の旅に出ようとしていた剛を迎えに来た。
『小説 仮面ライダードライブ』
グローバルフリーズ以前から活動していた017と018を監視しており、剛が襲われる現場に居合わせたことで彼を救出し、彼の根拠のない自信を気に入りネクストシステムの訓練を施した。

### 泊進ノ介の関係者
早瀬 明（）
元刑事。特状課の前の部署の特殊班にいた進ノ介の元相棒で親友。24歳。一人称は「俺」。
刑事時代は、進ノ介のミスや血気にはやってしまう行動を、素早くフォローや制止するなど冷静沈着で、咄嗟の対応力も発揮できる優秀な警察官だった。しかし、グローバルフリーズの日に進ノ介の放った銃弾による爆発で重傷を負い、警察から退いた。その後は半年以上のリハビリに取り組み、梓弓病院で車椅子頼りの生活を送っていた。
自分に怪我を負わせた進ノ介を恨んでおらず、自責の念にとらわれる彼に「俺の代わりにお前が走れ」と励ましの言葉を送った。
しばらくして松葉杖とサポーターのみで歩けるまでに回復したが、過去に自分が逮捕した多賀が融合進化によってソードロイミュードに変身し、彼に命を狙われる。自分だけでも逃げろといった進ノ介の警告を振り切り、病院を襲うソードロイミュードの前に他の人を庇うために単身で立ち向かう勇敢さも見せた。その後、駆け付けた進ノ介が自分を守るためにドライブに変身したため、結果的に仮面ライダーの正体を世間に露見させるきっかけとなった。
本願寺の依頼で密かに警察内部で根回しして万が一の際の仮設ピットを設置、まだ完治はしていない体で進ノ介と再会した。
- 名前は進ノ介とは相対的に「早く」「頭脳明晰」であることに由来する。

『小説 仮面ライダードライブ』
怪我はほぼ完治しているもののネゴシエーターとして活動している。霧子が育休中のため、進ノ介のバディとして一時復帰する。

泊 英介（）
進ノ介の父で元警部補。進ノ介が中学1年のころに殉職した。非常に優秀な警察官であった模様で、同僚であった本願寺にも「本庁の人間で泊英介を知らない者はいない」と賞賛されている。彼の死が進ノ介を刑事の道に歩ませるキッカケとなっている。
12年前、ロイミュード001（フリーズ）からの情報で同僚の仁良と共に銀行強盗事件に乗り込むが、自分に強い嫉妬を持っていた仁良に裏切られて射殺された。表向きには強盗に銃を向けられた少女を庇って射殺されたと認識されているが、不審な点からフリーズに疑いが向けられていた。
経緯は不明だが何者かが警察の情報を都合よく操作していることに気付き、張本人の真影（フリーズ）に接近。彼が放つ氷の針を受けても記憶が改竄されず、フリーズは「この能力が初めて効かなかった相手」と言わしめている。

泊 英志（）
進ノ介と霧子の息子。初出は『サプライズ・フューチャー』で、同作品では故人という扱いであったが、後にロイミュードが倒された歴史でも二人の息子として生まれていることが、テレビシリーズ最終回の霧子のその後を説明したテロップにて言及されている。『小説 仮面ライダードライブ』にも登場。

### 犯罪者
西堀 光也（）
犯罪心理学者にしてネオシェードの模倣犯。後述の小説によるとネオシェードの模倣以外にも誘拐や傷害など多数の罪を犯している。
第0話（後述）の時点で既に逮捕されていたが、第11話では、SF作家で発明おじさんとして知られる美波護郎についての情報をきくため、泊進ノ介と拘置所で再会。その際、ルパンとの事件について尋ねている。
第0話『カウントダウンtoグローバルフリーズ』
泊進ノ介と早瀬明にネオシェードの模倣犯であることを暴かれ、逮捕されかけるが、005に興味を持たれ、一時は逃亡に成功する。その後005に殺されかかったところをプロトドライブに救出されて気を失っているところを逮捕される。
『type TOKUJO』
大学教授の小田桐正彦とグローバルフリーズの前日にあっていたことが明らかとなり、再び拘置所にやってきた泊進ノ介と会話をする。
『小説 仮面ライダードライブ』
005に操られ、自分の意志と信じながらアニマシステムを利用しロイミュードをも越えた神となるために暗躍する。脱獄囚たちを利用しロイミュード事件を再現（模倣）させ、ネットワークに蓄積された恐怖心を糧に装置を起動させるが005によってショートさせられたことで抜け殻となった体を遺して死亡した。

西堀 令子（）
西堀光也の娘。「相馬頼子」と名乗り、マッハと接触する。
『小説 仮面ライダードライブ』
剛と心の距離を近づけていく中、西堀光也（005）の事件の容疑者にあげられる。

宇津木 壮（） / 浅村 誠（）
第18・19話に登場した「ジャッジ・タイム」と呼ばれる闇サイトで復讐代行を行なっていた男。
独断偏見な解釈のみで定めた悪人たちに私的制裁を次々と与え、最終的に全ての罪をかつて自分を暴漢から助けてくれた青年 岡島 冬馬に擦り付けて殺害した。その結果、岡島の妹の秋絵が世間から好奇の目で見られて不幸な生活を送ることになり、彼女に同情した追田の恩師の警察OB 橘真伍がロイミュード065＝ジャッジロイミュードに手を貸し、事件を起こすこととなる。
進ノ介、剛らによって本性を暴かれ、追田に逮捕されるが、最後まで自分の罪を悔い改めることなく、開き直った態度をとり続けた。
『小説 仮面ライダードライブ』
同作品では本名が浅村誠であることが判明している。仁良光秀たちと共に西堀光也（005）に加担して脱獄するが、自分が逮捕されるきっかけを作った橘に逆恨みを抱き、独断で報復を実行しようとした結果、橘を護衛していた追田に阻止され、揉み合いの末に彼を刺すも逮捕され、再び収監された。
この一件で西堀（005）から見切りをつけられ、彼の指示を受けて留置場に潜入してきた仁良に「粛清」と称して射殺された。仁良からはかつて自分が使っていた偽名をもじって「うつけ君」と呼ばれていた。

多賀 始（）
第25・26話に登場した警官殺しの異名を持つ囚人。ソードロイミュードと融合進化し、かつて自分を逮捕した早瀬を狙うも、進ノ介との激戦の末敗北しロイミュードより分離され、緊急逮捕される。
『小説 仮面ライダードライブ』
脱獄後、西堀光也（005）の事件に加担し、同じく脱獄した坂木光一と共に銀行を襲撃するが取り押さえられてしまい、005から切り捨てられる形で死亡する。

根岸 逸郎（）
第29・30話に登場した12年前の事件（進ノ介の父が殉職した銀行強盗殺人事件）の犯人として逮捕されていた男。
ロイミュード067と融合し、オープンロイミュードとなり、唐沢ゆかりをはじめとした12年前の事件の目撃者や共犯者の口封じを目的に再度強盗殺人を行うが、ドライブとチェイサーの連携を前にロイミュードと分断され、オープンロイミュード撃破後、逮捕される。
『小説 仮面ライダードライブ』
西堀光也（005）の事件に加担し、仁良光秀らと共に脱獄。仁良と行動を共にし、地上げ屋の社長を襲撃するなど相変わらず凶悪であると思われたが、実は人殺しを重ねたことを後悔しており、かつて自らが殺そうとしたゆかりを、仁良の凶弾から身を挺して守った。

岡村 敬助（）
第48話に登場したテロリスト勢力「ネオシェード」のリーダー。
グローバルフリーズの後、仮面ライダーとロイミュードの戦いが繰り広げられる中で、密かにロイミュードと接触していた。ロイミュードに代わる新しい力を探し求める最中、ニュートンゴースト眼魂に目をつけ、研究室から盗み出す。
最終話の1ヶ月前に進ノ介たち仮面ライダーによって組織が壊滅状態に追い込まれ、さらに眼魂を狙う怪物の眼魔（ガンマ）に襲われながらも、辛くも逃走する。その後、新たな潜伏先を突き止めた進ノ介と追田に再び追い詰められるが、眼魂を奪還した進ノ介が怪物に襲われるところを目の当たりにしたことで、その怪物の力をも欲するようになる。混乱に乗じて再び逃走し、今度は霧子を人質に取り、進ノ介に眼魂を持ってとある場所に来るようおびき出す。そして駆けつけた進ノ介に眼魂を渡すよう要求するが、ベルトさんと別れたことに対する不安を克服した進ノ介により阻止され、組織復活も失敗に終わった。

## 仮面ライダー
仮面ライダードライブ
泊進ノ介が変身する。
仮面ライダーマッハ
詩島剛が変身する。
魔進チェイサー→仮面ライダーチェイサー
チェイスが変身するロイミュードの戦士だったが、後に仮面ライダーとして新生する。
ゴルドドライブ
蛮野天十郎が自らのボディとして創造した悪の戦士。

## ロイミュード
本作品における敵怪人。英文表記はRoidmude。機械生命体とも呼ばれている。総数108体におよぶ自己学習によって進化する増殖強化型アンドロイドで全てに個別ナンバーが与えられている。ある程度のダメージを受けると肉体の消滅で本体であるコアと呼ばれる自らのナンバーを模した数字型のデータに変化する。コアのみとなったロイミュードは爆発して消滅しない限り、バイラルコアと一体化することで実体化する。
コアは全世界にネットを介して拡散しており、誰かのパソコンから現実世界へ移動できる。重加速現象を発生させる力や人間の姿と記憶、さらには心臓の鼓動などのデータをコピーしてその人物になりきる擬態能力を有している。人間と共に行動したり、人間をコピーすることで、感情を学習し、進化態に覚醒する。ハートによれば、たとえ人間を支配してコアを再生産できるようになったとしても、蛮野が死亡しているため108体以上増やすことはできないとのこと。
クリム・スタインベルトの親友である蛮野博士が基礎理論を研究し、開発を進めていたが巨大な外部頭脳と膨大なエネルギー消費量を必要としたため、頓挫した際、彼に懇願されたクリムが危険だと知りながらもコア・ドライビアを頭脳部分として搭載したことで重加速を発生させる能力を得た。15年前に000を基に製作された001から003が自我を持ったことで反逆を起こし、蛮野博士とクリムを殺害、物語の半年前にグローバルフリーズを引き起こすがプロトドライブとシフトカーたちによって撃退された。
ある時までに超進化態を4体揃えることを目的としており、これを「約束の数」と呼んでいる。グローバルフリーズ後には一部のロイミュードは進化を促すために実体化され、人間のスキルに執着することによって進化態に覚醒するためなら人間の社会で暴れることも容認されているが、これもブレン曰く「影の存在」であるため、必要以上に目立つ行動、あるいは人間に感化されたり、彼らのためになるような行動を取っていると判断されれば幹部会で糾弾され、度が過ぎれば魔進チェイサーによって粛清され、コアを回収される。魔進チェイサー＝チェイスがメディックによるプログラム改竄を受けたことで死神としての機能を失ってからは、新しい死神の長となったメディックが下級ロイミュードを強化改造した死神部隊と共に彼女の独自の認識や基準に基づいて粛清を行っている。
- 名前は「アンドロイド」と「ミュータント」の合成[13][15]。前作『仮面ライダー鎧武』の敵キャラクターであるインベスが有機的な存在であったことから、差別化としてロボットのような存在として設定された[13][注釈 36]。容赦なくライダーがやっつけられる敵として、機械生命体となったが、犯罪モノのため、人間的な情念のような部分が絡んでこないと成立しないことから、人間を模して精神的な部分に感化されて真似するという設定となった[15]。108体という数字は物語の終着点を明確にするために設定された[13]。
- 密度があるディテールや理屈が通じない感じのデザインの方が観ていて怖いと思ったため、意図的に眼がないものとなっている[27]。当初は素体ロイミュードのみ眼がないものとなっており、モチーフに特化することでアイデンティティが出てきて、眼を入れようとしていたが、一部を除いて眼がないものとなってしまった[27]。また、人間をコピーして取り込んだ機械生命体という設定の表れから、脊髄のようなパーツを共通の意匠として入れ込んでいるが、有機的ではなく無機質な側面を強調するため、面取りした背骨のパーツを金属で作ることで、パッと見は骨だが、よく見るとメカのようになっている[27]。
- 造形面では下級ロイミュードのデザインを怪人として見劣りのしないものにすることで、進化態を登場させずともストーリーを成立させてスーツを節約することが意図されていた[7]。しかし、前半ではロイミュードをストーリーに絡める脚本が多かったことから新規の進化態の登場が予定より増えてしまい、シュートロイミュード以降はすべて既存のスーツを改造したものとなっている[7]。

進化態
素体ロイミュードが人間の欲望を吸収することで覚醒に至る強化形態。素体ロイミュードより広範囲に重加速を引き起こせる上、個体ごとに特殊な能力を有している物が多い。
見定めた人間に擬態し、そのオリジナルたる者が持つ欲望に基づいた行動を繰り返すことで覚醒するが、これについてはロイミュード間でも度が過ぎる行動に走る傾向がある。
異なる進化パターンとして、擬態しないまま対象となる人間の欲望を煽り、その欲望を傍らで吸収していくことで覚醒する例も確認されているが、この場合は吸収量が不安定だと素体ロイミュードに戻ってしまう可能性もある。とはいえ、進化態にはすぐ戻ることができるうえ、十分な量の欲望を吸収して完全に覚醒することで克服されるので、さほど問題にはならない。
この形態に覚醒した個体には胸にナンバリングプレートがなく、代わりに幹部たちからは得た能力に基づく名称の頭部分で呼ばれるようになる。
- デザインや能力は各ロイミュードの願望を形にした職業や能力をモチーフとしている。

融合進化態
ネオバイラルコアによってロイミュードと人間が融合して進化した形態。主に下級体が融合するが、上級以上のロイミュードも融合可能。その場合は融合進化態の能力とは別に、融合した上級ロイミュードの能力が付加される。
通常の進化とは異なり、人間と一体化することでより強力な欲望を吸収できるため、そのスペックは従来を超える。特徴として全身が赤を基調とした色になり、素体と同様に胸部にナンバーを表すプレートが付き、人間の意志が現れた際にはナンバーが無くなる。既に上級以上に進化している個体ならともかく、人間と分離させられるとロイミュードも下級の姿に戻ってしまうため、戦闘力が大きく減少するデメリットもある。
人間と一体化しているため、通常通りに倒すと融合した人間が死亡してしまう危険性が生じている。しかし、りんなが魔進チェイサーの装甲の一部を解析し、そのデータを各ドライバーにインプットすることで倒す前にロイミュードを人間と分離させることが可能となった。
- 悪人と怪人が融合するという設定は、『W』と重複するため避けていたが、一番分かりやすく、ロイミュードの力を借りて犯罪を行うという善と悪のコンセプトが似たものになるため、取り入れられた。

超進化態
ロイミュードの進化の最終段階にあたる形態。進化態（上級ロイミュード）と形状的な違いはないが、一部のカラーリングが金色に変化している。
ロイミュードが人間から学びとったベース感情を極限まで高めることによって進化が可能となる。
コア・ドライビアの出力が大幅に上昇しており、超進化態級のコア・ドライビアを4機同時にシンクロ発動させることで、世界全土に影響を及ぼす重加速を発生させることが可能。ロイミュードらはこれによる全世界規模のグローバルフリーズを最終目的としており、必要な超進化態4体を約束の数と定めている。

### シングルナンバー
001から009の一桁のナンバーを持つ幹部クラスのロイミュードたち。鎖骨部分のマフラーが金色でうなじ部分にエリマキ状の装飾がされているなど一般の素体ロイミュードとの違いがある。
グローバルフリーズの中核メンバーで、主に自分たち生誕の地である日本を活動拠点とし各国の主要都市に潜伏しているメンバーたちと計画遂行のために暗躍していた。
『小説 仮面ライダードライブ』にて、最初に二桁をゼロを持つことから「ゼロナンバー」持ちと呼称され、彼らの素体は反乱を開始する前に完成していたバイラルコアのプロトタイプである初期型素体で、後続のバイラルコアを持つロイミュードたちと比べると成長スピードは遅く進化態の維持に不安定さが存在するが、最初期からの活動をしていたため、多くの経験値を有し、後続のロイミュードたちと同等かそれ以上の力を持つ。また進化の不安定さを応用し、敢えて下級ロイミュードの状態に戻すことで力を隠す擬態に転用している。
- それぞれの名前の由来はモチーフではなく、最も欲しているものとなっており[20]、幹部を除いて「er」がつくような名前となっている[13]。

ハート
ロイミュードのリーダー格。細かいことを気にしない豪放磊落な性格。一人称は「俺」。人間態は革の赤いロングコートに身を包んだ青年の姿を取る。初めて人間をコピーさせられたロイミュード。ロイミュードとしてのナンバーは002。蛮野は感情を探求させようとしていた。
秩序を重んじるチェイスやブレンとは対照的な放任主義者であり、ロイミュードが自分勝手な行動を取っても彼らを許容することが多い。
ロイミュードに対しては「この世に108体しかいない俺の“友達”」として友情や親愛に値する感情を抱いており、覚醒した彼らに自ら出向いて会いに行こうと試みたり、消滅した際はひどく悲しむ様子を見せるなど仲間思いな性格。そのため幹部らからの信頼は厚く、ブレンからは好意を寄せられ、メディックからも幹部の中で唯一「様」付けをされて慕われている。過去の記憶がなく自分が何者なのかわからないチェイスでさえも、ハートに対して「お前を信じる」と告げていた。ロイミュード001（フリーズ）こと真影からは新たな種の王として君臨する器であると称され、表方のリーダー格とされている。
自身を犠牲に相討ちに持ち込もうとした進ノ介の行動に対しては「凄まじい男」「面白い男」と評し、変身前である人間の状態で彼を倒すつもりはないと公言しており、変身を解除された状態の進ノ介に対しても、止めをさすようなことはしないと話している。
終盤、メディックが蛮野の操り人形となったことで、彼にやむなく従うことになったが、ブレンの自己犠牲により蛮野への怒りが爆発。進ノ介らと共闘する道を選び、シグマサーキュラーを撃破。その際、自身のコアも損傷を受けたため、死を悟り進ノ介との一騎打ちの末、コアに限界を迎える。最期は泣きながら初めて人間の友達ができたことに喜びを感じ消滅した。その死には進ノ介と霧子も哀れんでおり、敬礼された。
コピー元は広井 真蔵（）。生前の蛮野による研究資金の援助の融資の申し込みを断った青年実業家。蛮野からは、その実業家への恨みを晴らすための道具として、苦痛や刺激を与える実験という名の凄惨な拷問を繰り返されていた。公式サイトの記述からモデルとなった広井は既に蛮野の手で始末されたとされていたが、『ドライブサーガ 仮面ライダーハート』では2018年でも存命していることが語られている。
- 当初はロイミュードを新選組とイメージしており、三条はハートの立ち位置を近藤勇に例えている。
- ハートの最期は当初から予定されていたものであり、三条は映画『ブレードランナー』のロイ・バッティをイメージソースとしている。

ハートロイミュード
ロイミュード002が進化した心臓を髣髴とさせる姿をしたハートの本来の姿。グローバルフリーズの日に進化態へと進化を遂げた。
内燃機関のパワーを限界値以上に引き出す能力を有しており、極めて高い戦闘能力を誇る。
怒りが頂点に達するとデッドゾーンという暴走状態に到達しさらに凄まじいパワーを発揮するが、自身へのキックバックも大きく、下手すると自爆してしまう諸刃の剣でもある。また、後にメディックの強化改造により超重加速の能力も得る。
相手の能力に応じて自身を進化し、常に相手を上回る戦闘能力を得る能力を持ち、戦う喜びの感情により超進化を遂げたことでドライブのタイプトライドロンとすら互角以上に渡りあうほどになった。
超進化態では黄金に輝く超光波を放ち、周囲一帯を焦土と化すことができるほどに強化されている。
- 人間の心をモチーフとしているが、褒められない部分の人の心も吸収していると考え、欠損したハートや歪んだハート、分離したハートなど歪な形状なハートが集合してできた怪人となっている。当初胸は、穴がハートの形に開いたものとなっていたが、弱点が人間でいう心臓の位置に剥き出しになった形となり、その代わりに喉の位置にあるハートは穴ボコのイメージとなり、穴があることでビームや技が出しやすくなっている。赤い色は深く考えたわけではなく、単純にハートだからである。デザインを担当した竹谷隆之は、意識したわけではなかったが、『がんばれ!!ロボコン』のガンツ先生との共通性を指摘されたことを述べている。超進化態はハートの赤を金に色替えしたのみで、造形的な変更は特にない。

『ドライブサーガ 仮面ライダーチェイサー』
エンジェルの危険性を知り、敵対するも、コアを抜かれてしまう。
『仮面ライダードライブ ファイナルステージ』
時間の歪曲により蘇ったパラドックスロイミュードによって復活させられるが、戦いの中で自我を取り戻してドライブ側に付き仮面ライダードライブ タイプトライドロンに変身し戦った。
『仮面ライダーゴースト 伝説！ ライダーの魂！』
フレイと共に眼の形をした紋章から現れ、ゴーストたちと戦った。自分の知る仮面ライダーは「もっと強い人間だった」とゴーストたちを試しているかのような素振りを見せ、ドライブ魂となり自身を破ったゴーストを「それでこそ仮面ライダー」と認め爆散した。

ブレン
最初期に作られた3体のロイミュードのうちの1体であり、蛮野は知識を探求させようとしていた。参謀を務めており、主にロイミュードの監視や管理、ハートの補佐を担う。一人称は「私」。人間態は深緑のジャケットを着用し銀縁の眼鏡をかけた青年の姿を取る。ロイミュードとしてのナンバーは003。人間社会では特殊化学分野研究所の特殊事件や機械生命体の専門の研究主任である能見 壮（）として活動している。
やや大きめのタブレットを持ち歩いており、主に人間社会の情報収集や粛清したロイミュードのコアを吸収することに用いている。タブレット端末の内部にはデータ化した蛮野天十郎博士の意識が収められており、蛮野とはタブレット越しに対話を行っていた模様。
基本的にはどんな相手にも敬語を使い、知的に構えているが神経質かつ慎重な性格。「○○で××で△△だ」と異なる単語を三つ並べ、相手の行動や性質などを端的に表現する癖がある。ハートに対して強い忠誠心を抱いているが、それが原因でメディックとは常に対立している。
仁良と融合することで彼の嫉妬の情動を体得し超進化態に至るも、ドライブらとの戦闘に敗北。長らくコアの状態だったが、トルネードの死後にメディックの意で復活する。第42話で蛮野の計画を妨害しようとするハートの頼みを受け逃亡するが、メディックが蛮野に洗脳されたことで、彼女の心に同調して独自に救出を模索し始める。やがて、メディックを犠牲にしようとする蛮野の狙いに気づき、ハートの笑顔を取り戻すために彼女を助けることを決意する。その後自ら投降し蛮野に協力するふりをしつつ、メディックの体に自分の爪を仕込みプログラムを書き換えることに成功する。最期は自ら彼女の身代わりとなってシグマサーキュラーの余剰エネルギーを受けて致命傷を負い、ハートたちの目前で「やはり私は、優秀で、誠実で…」と言い残し消滅した。
コピー元は杵田 光晴（）。中央情報局副所長の天才プログラマー、近眼で汗っかきな彼の記憶の影響を受け、メガネとハンカチを愛用している。
- 当初はロイミュードを新選組とイメージしており、三条はブレンの立ち位置を土方歳三に例えている。そのため、いい奴であるハートの手を汚さずに、冷徹にロイミュードたちを締めようという関係性となっている。ハンカチについては、メディックのような有能なロイミュードが登場したため、ハンカチを噛むほど悔しいと思ったことから登場させるものとなった。名前は「頭脳（ブレイン）」から来ており、作中では44話で触れられている。
- ジャンピング土下座など、徐々に感情表現が豊かでコミカルなキャラクター像になっていったのは、演じた松島庄汰を見込んだ脚本家の三条陸と、それに応えた松島のアドリブによるもの。脚本の三条は、ブレンの生き様や散り様を一番大切な人のためではない形にしていたため、一番ハートを愛していたが、ハートが一番愛していたメディックを守って散るものとなった。
- ベルトのバックルはブレンの時は銀だが、能見の時はいやらしさを演出するため、金となっている。

ブレンロイミュード
ロイミュード003が進化した脳を髣髴とさせる姿をしたブレンの本来の姿。
対象の記憶消去や常人はおろか仮面ライダーでもやがて死に至らしめるほどの神経性の猛毒など、神経に関連する能力を持つ。ドライブのジャスティスケージを殴り壊すほどのパワーも有しており、手からは非常に強力なビームを発射できる。
ネオバットバイラルコアで仁良との融合する過程で彼の激しい嫉妬の感情を吸収し超進化を達成。それによって猛毒もマッドドクターさえも通用しないほどに強化され、時限式や遠隔操作を行うことも可能となる。また、念動波によって遠隔攻撃を与えることもでき、エネルギー波によって爆発を引き寄せることも可能。手からはバリアを張りめぐらせることができ、至近距離の攻撃をも無効化する。
- デザインモチーフは頭脳派であることから脳となっており、大きな頭となった。頭頂部の平面的な部分は輪切りにした脳、鎖骨周りの細かなディテールは小脳、肩や眼の辺りなどの大振りなところは大脳と、違いを描き分けている。チャラチャラした赤と金とは異なり、落ち着いた緑と金となった。デザインを担当した竹谷は、意識したわけではなかったが、『がんばれ!!ロボコン』のロボガリとの共通性を指摘されたと述べている。

『ドライブサーガ 仮面ライダーチェイサー』
毒素を使って自身とハートとチェイスの身代わりのダミーを作り出し窮地を脱した。

メディック
黒いナース帽を付け、ゴシック調の衣装に身を包んだ女性型上級ロイミュード。一人称は「私」。ロイミュードとしてのナンバーは009。
グローバルフリーズの日にプロトドライブに撃破され、コアを体内に残したままの仮死状態となって眠っていたが、ボルトロイミュードの遺した装置により集められた電力を与えられて目覚め復活、以降幹部メンバーとして行動。「衛生兵」「医師」を意味するその名の通り、人間・動物・ロイミュードを問わず治療修復、改造を行う能力を持つ。なおこの能力には修復対象の感情を吸い取ってしまうという副作用があり、能力を行使するだけで感情が蓄積されていく。
「ロイミュードの女神」とハートたちから呼ばれており、他者に対しては語尾に「〜ですわ」とつけるなど、物腰柔らかなお嬢様口調で接するが、前述の能力による感情のフィードバックから修復したロイミュードの負の感情を吸い込んだがために、その本性はロイミュードでもとりわけ狡猾・傲慢・冷酷と化しており、仲間のロイミュードを利用した挙句実験台にする行為も平然と行う。ハートを「様」付けで呼び強い忠誠心を示すが、ハート以外は幹部を含めて高飛車に振る舞いぞんざいに扱うなど、二面性のある態度を見せる。特に同じくハートへの忠誠心を示すブレンとは犬猿の仲であり、たびたび彼のことを貶している。
自ら超進化しようとコピー元の羽鳥美鈴を観察していたが、蛮野に初期化処置を受け、美鈴が愛犬のショウに逢いたかったことを知り、自分のベースとなっていた感情が主人であるハートへの信じて尽くす純粋な心（愛欲）と気付いたことで超進化を果たすが、その直後蛮野に洗脳され、シグマサーキュラーの余剰エネルギーを自分に向けるようプログラミングされてしまう。しかし、ブレンの捨て身の策により洗脳を解かれて純粋な心を取り戻し、進ノ介らと共闘する道を選ぶ。最終決戦で進ノ介やハートと共にシグマサーキュラーの元へ向かう。しかし蛮野の初期化の際、コアを修復する能力と超重加速の力を失って身動きが取れなくなってしまう。瀕死の進ノ介を目の当たりにした際に自身の命と引き換えに彼の傷を治癒させ、ハートと進ノ介の勝利を願いながら涙を流し、「ごきげんよう…」と言い残し、消滅した。
コピー元は羽鳥 美鈴（）（容姿）とその愛犬ショウ（性格）。新人バレリーナで、その影響から会話や移動の際はアラベスクのようなバレリーナの仕草を取ることが多い。一年間に渡り、記憶喪失に至っていたが第42話ラストでは回復し別の人生を歩んでいる。
- 企画段階では存在しておらず、仮面ライダーマッハや仮面ライダーチェイサーなどの登場に合わせて敵幹部も増やすために創作され、当初の幹部であったハート・ブレン・チェイスの3人をかき回す剛のような役割として付与された。第12話でバレエを踊っていたのは演じる馬場ふみかの特技を監督の石田秀範がアドリブで取り入れたことによる。第41話・第42話での犬とのエピソードは、夏の時期に「子供が興味のあるペットの要素を取り入れてくれ」というテレビ局側からの要請をもとに、犬好きである脚本家の長谷川圭一が膨らませていったものである。脚本の三条は、メディックの生き様や散り様を、一番大切な人のためではない形にしていたため、ハートに一番心酔していたが、ハートが必要としていた進ノ介を守って散るものとなった。

メディックロイミュード
ロイミュード009が進化したメディックの本来の姿。人間態とは違い白を基調とした体色を備える。両肩の突起から伸ばす触手の先端に装備された多機能ブレードを用いてのロイミュードの修理・改造・強化や、指先から放つ高熱光線をレーザーメスのように用いての対象の切断、意のままに動く人間のような人形の模造など医療行為を想起させる能力を備える。また特殊なコーティングを施すことでシフトカーのプログラムを改竄することも可能。また黒薔薇のようなエネルギーを発生させ、目眩ましや防御に利用する。超進化後は修復能力が強化されたほか、背中から伸びる触手にエネルギーを纏わせて威力を強化できるようになった。
- モチーフが「メディカル」のため、メスだけでは弱いことから、医療関係のキーになる記号としてギプスとなり、ロボっぽさの記号にもオーバーラップするため、取り入れられた。女神っぽさを出すため、ウエストのラインに沿って仏像の天衣のようなパーツを入れることでウエストが目の錯覚的に細く見えるようにしている。そこはかとないエッチな感じを出すため、お尻のラインを見せた後ろ姿となっている。また、女性らしさを出すため、目の上の出っ張った部分をオッパイのようにしている。デザインを担当した竹谷は、当初は注射器をモチーフにラフデザインを提出したところ不採用となり、『がんばれ!!ロボコン』のロボペチャではなくロビンと要望されたと述べている。

『ドライブサーガ 仮面ライダーチェイサー』
愛について研究するため、図書館で書籍を読んだり、一人カラオケをしたりと単独行動をとる。

フリーズ / 真影 壮一（）
最初期に作られた3体のロイミュードのうちの1体であり、蛮野は精神力を探求させようとしていた。ロイミュードの裏方的存在。真影 壮一と名乗る壮年男性の姿で国家防衛局長官兼参議院議員として活動している。一人称は「私」。仁良からは「先生」と呼ばれている。ロイミュードとしてのナンバーは001。フリーズは進化態になった時の名前であり、下級ロイミュードとしての呼称は「001」。進化後も「真影」および「001」と呼称されることが多い。
12年前に進ノ介の父である英介が殉職した銀行強盗事件にも関与しており、タレコミを使って英介を現場におびき寄せ、自分より真っ先に英介を射殺した仁良をロイミュードの進化に役立つ存在として目をつけ、当時の事件現場に居合わせた関係者の記憶を自身の能力で改竄し事件における彼の存在を隠蔽するのと引き換えに、自身に対する忠誠を約束させ、隷属化した。後にブレンとオープンロイミュードに、その人物たちの口封じを命じている。
カリスマ性に長けたハートをロイミュードの王として同胞の指導を任せ、自らは人間社会に潜伏している。その実態はメディックをして「不気味な男」と言わしめるほど謎に包まれており、ハートでさえ幻の存在と称している。
ブレンの依頼により、ロイミュードを人間との融合進化態にするネオバイラルコアを開発。その完成とドライブの正体が世間に公表されたことに伴い、仁良を特状課の監視にあて、裏ではブレンと共に融合進化態ロイミュードの指揮を行う。進ノ介に正体を感づかれた後は、進化態で対決し一度は倒されるが、屈辱により超進化態に進化。ドライブを一度葬る。その後、進ノ介の蘇生を阻止しようと霧子たちを襲うが、蘇生を許すばかりか、ドライブ タイプトライドロンに倒される結果となった。最期は「父の仇を討ったと信じて喜ぶお前は実に滑稽だ」と進ノ介を嘲りながらコアが爆散した。その発言が、仁良が英介殺害の張本人であることを露見することとなった。

フリーズロイミュード
ロイミュード001が進化したフリーズこと真影の本来の姿。相手の耳の裏の部分に小さな氷の針を打ち込むことで記憶を改竄する能力を持ち、この能力を部下や事件関係者などに用いることでロイミュードが起こした事件をなかったことにするなど、警視庁内部から情報操作を行っていた。ただし、この攻撃は泊英介のように強い意志があれば克服することも可能なようである。戦闘力も別段で、相手を吹雪で凍らせる能力を持ち、その力はタイプフォーミュラを変身解除に追い込むほど。
12年前に屈辱という感情を学習したことで進化したと語っているが、任意で下級の姿に退化することができ、初登場した当初は長きにわたって下級ロイミュードの姿のままでいたが、進ノ介に黒幕として突き止められたことで進化態としての姿を現す。さらにタイプフォーミュラの一撃を浴びたことにより、泊父子に受けた屈辱で超進化態となる。それによって、空中へ飛翔した後、普通の人間を死に至らしめるほどの冷凍エネルギー弾を放つことができる。
進ノ介がシグマサーキュラーを撃破した後に気絶し、死線を彷徨った際の死後の世界で超進化態の姿でソード、シーフと共に亡霊として再登場。夢の世界に迷い込んだ進ノ介を襲うが、突然現れた仮面ライダーゴーストに手も足も出ず、ソードたちと共に敗北した。
- 悪魔的なイメージで、ただただ悪くてカッコいいというのを目指し、雪の結晶や氷をモチーフとしたディテールを金属的な質感に落とし込み、必然的に白色となった。超進化態で金色となったが、雨宮慶太から牙狼に似ていると指摘されたという。
- スーツは新規造形。

006
ハートの要請を受け海外から帰国した上級ロイミュード。人間態は白いスーツに白のハットを被り、丸いサングラスをかけた男性で、二人の黒服の部下を従えたマフィアのボスを思わせるような風貌をしている。一人称は「私」。ハートに対しては「自分の足下には気をつけた方が良いよ」などと忠告し、あわよくばハートをも出し抜くという雰囲気さえ醸し出している。ブレンや008（トルネード）に対しては「お前」と呼ぶなど、やや高圧的な性格。第37話では廃墟でチェイス、剛と対峙した際に生身の人間態にもかかわらず中国武術（カンフー）を操り、2人の仮面ライダーを同時に相手にしても優位に立つなど圧倒的な戦闘能力を見せつけ、かなりの実力を持つ。ハート曰く既に進化態になっているようだが、ハートにすら自身の進化態や能力などは隠しており、その真の実力は未知数。超進化への条件が蛮野天十郎の始末とされ、部下と共に蛮野（バンノドライバー）を襲撃する。自身の進化態を披露する直前に、蛮野の触手による不意打ちで肉体からコアのみを抜き出され破壊された。残った肉体は蛮野に奪われ、ゴルドドライブへの変身に使用されている。

008 / トルネード
ハートの要請を受け海外から帰国した上級ロイミュード。ロイミュードとしてのナンバーは008で、登場した当初の人間態も単に「008」と呼ばれていた。一人称は「オレ」。
自ら超進化態目前であることを明かし、首が綺麗な女性と結ばれ、自分の作った世界一のネックレスをつけることがコピーしたジョージ白鐘の美学であり、それを叶えることで自分が超進化態になれるとして次々と女性を誘拐していた。しかしなかなか当たりを見つけられず、ようやく当たりの女性として霧子を見つけ誘拐。強引にネックレスを着けようとするが、究が得た情報を元に居場所を突き止めた進ノ介にネックレスを破壊された。直後の二度目のドライブとの戦いでは、自身の風を操る能力でドライブを追い詰めるが、マッハの加勢を受けたドライブに徐々に追い詰められ、最期はチェイサーが操縦するブースタートライドロンが発生させる竜巻を利用したドライブとマッハのダブルライダーキックにより撃破された。
コピー元はジョージ白鐘（）。ワイルドな服装に身を包んだファッションデザイナー。重度のナルシストだったらしく、その記憶と性格をコピーしたことから口癖として「オレすげえ」「オレ最高」と自身を褒め称える。

トルネードロイミュード
ロイミュード008が進化したトルネードの本来の姿。帰国した時にはこの進化態に進化しているが、フリーズやハート同様任意で下級の姿に退化することができるため、トルネードとして初めて姿をあらわすときは一度下級の姿になってから進化するという演出がなされた。ベルトさん曰く「超進化態になったら、ハートに匹敵するほど恐ろしい相手」で、「疾風」の名の通り竜巻を発生させる能力と変化させた腕、素早い動きで敵を翻弄し、その速度はタイプフォーミュラをも寄せ付けないほどだった。
- アイアンロイミュードをベースとしたデザインに渦巻きのディテールを上から被せたものとなった。

004 / 偽クリム
001〜003の製作過程で蛮野がクリムには秘密裏で製作していたロイミュードで、ロイミュードの中で唯一蛮野の支配プログラムを組み込まれており、彼の忠実な下僕と化し単独行動を取っている。一人称は「私」。
001（フリーズ）、002（ハート）、003（ブレン）のクリム宅襲撃時に居合わせており、クリムをコピーして姿と頭脳を獲得している。その後は一定時間支配プログラムが解かれ全ての記憶を消去し、グローバルフリーズを経た十数年は他ロイミュードと共に行動していたものの、蛮野との再会でプログラムが再起動し蛮野と行動を共にする。なお004がコピーしたクリムの記憶や頭脳によって、バンノドライバーやシグマサーキュラーが作られている。ブレンの消滅で激高したドライブが蛮野を襲うのを阻止しようとするが逆にドライブの猛攻を受け敗北。最期は蛮野が起こした電磁フィールドに捕まったドライブたち仮面ライダーと、ハートとメディックまでを道連れにしようと試み、爆死した。しかし、爆発の影響でコアまで破壊されたことと、デッドヒートマッハが機転を利かしてドライブたちを電磁フィールドの外へ突き飛ばしたため未遂に終わった。

### 素体ロイミュード
ロイミュードの初期形態。コブラ型・バット型・スパイダー型の3種類がおり、自身の序列を表す数字が胸のプレートにナンバリングされている。書籍によっては、名称を下級ロイミュードと表記している。
基本的にコブラ型・バット型・スパイダー型がそれぞれ1体ずつの3体1組でグループ行動し、3種類とも共通技として指先から圧縮エネルギー弾を放つ。コブラ型とスパイダー型はある程度成長すると進化態の能力を発現するようになる。
- ナンバリングの設定は同じスーツを用いて別人に見せることを意図しており、それぞれに性格や台詞を持たせることで従来の戦闘員との差別化が図られている[14]。東映公式サイトでは、個別ナンバーが判明しているロイミュードを素体の種類により金（バット型）・銀（スパイダー型）・銅（コブラ型）に色分けして表示している。
- 最初にスパイダー型がデザインされ、同じものが出てきたように見させないようにするため、明確に首周りのパーツを異なる色にしている[27]。

コブラ型
パワー、俊敏性が共に高く純粋な攻撃力と優れた格闘力を持つ。グループのリーダー格となることが多い。
- デザインモチーフはコブラ男。爬虫類のようなウロコとなっている。眼がある位置に眼窩のような穴を開けたヘビの顔となっている。

バット型
パワーは低いがスピードが高い。展開させた首巻きを翼に変形させて飛行する空中戦をとるなど機動力が高い。
- デザインモチーフは蝙蝠男。畳んだ羽が首のところに来るため、全体的に骨のラインに合わせて縦筋を入れ、各所にチクチクとしたトゲのようなパーツを配置している。

スパイダー型
口から粘着性が高いネット状の糸を吐くなど身軽さを活かしたアクロバティックな戦術をとる。
- デザインモチーフは蜘蛛男。クモが吐く糸のような体表のディテールとなっている。穴ボコではあるが、8つの眼となっている。

暴走体
ロイミュードが複数のバイラルコアを摂取して変異した巨大形態。その形状はバイラルコアが変形しているといえる。この姿になるとただ破壊を続けるのみで、ロイミュード自身の意志は失われてしまう。
コブラ型
複数のコブラバイラルコアを取り込んで変異した形態。ボディは巨大かつ複数のコブラバイラルコアが縦に繋がる形で構成されている。
スパイダー型
複数のスパイダーバイラルコアを取り込んで変異した形態。巨大化したスパイダーバイラルコアから8本の脚が伸びたような外見をしている。
バット型
複数のバットバイラルコアを取り込んで変異した形態。巨大化したバットバイラルコアから翼や脚を生やしたような外見をしている。

死神
死神の名を受け継いだメディック直属の死神軍団として複数で行動するロイミュード。素体ロイミュードから生み出され、コブラ、バット、スパイダーの3種類が存在する。主に幹部ロイミュード指揮下の戦闘員的役割を担う。初登場は20話。
メディックの強化改造能力によって戦闘力が強化されており、大鎌ヘルサイスや銃型武器、鉤爪といった武器を装備して戦う。
- 「意志をなくしたコマとして使われる存在」という設定のため、牢屋のような頭部にすることで表情をなくしている。
- スーツは素体の改造。布を被せているが、ただの布に見えないように垂れ下がった部分をギャザーにしている。

### ロイミュードの一覧
| No.  | 進化態 / 融合進化態            | バイラルコア                       | 擬態した人物               | 人間態の呼称[43]           | 初登場作品                     |
| ---- | ------------------------------ | ---------------------------------- | -------------------------- | -------------------------- | ------------------------------ |
| 000  | 魔進チェイサー                 | なし                               | 狩野洸一                   | チェイス                   | 『ドライブ』第11話             |
| 001  | フリーズロイミュード           | コブラ                             | 真影壮一                   | フリーズ                   | 『ドライブ』第25話             |
| 002  | ハートロイミュード             | スパイダー                         | 広井真蔵                   | ハート                     | 『ドライブ』第1話              |
| 003  | ブレンロイミュード             | バット                             | 杵田光晴 日下部章          | ブレン（能見壮）           | 『ドライブ』第2話              |
| 003  | シーフロイミュード             | バット                             | 杵田光晴 日下部章          | ブレン（能見壮）           | 『ドライブ』第34話             |
| 004  | -                              | スパイダー                         | クリム・スタインベルト     | 偽クリム                   | 『ドライブ』第39話             |
| 005  | -                              | バット                             | 西堀光也                   | 西堀光也（模倣犯[59]）     | 『シークレット・ミッション』   |
| 005  | リベンジャーロイミュード       | バット                             | 西堀光也                   | 西堀光也（模倣犯[59]）     | 『小説 仮面ライダードライブ』  |
| 006  | 不明[注釈 47]                  | コブラ                             | 不明                       | 不明 [注釈 48]             | 『ドライブ』第1話              |
| 006  | ゴルドドライブ                 | バンノドライバー                   |                            | -                          | 『ドライブ』第41話             |
| 007  | ソードロイミュード             | バット                             |                            | -                          | 『ドライブ』第25話             |
| 008  | トルネードロイミュード         | スパイダー                         | ジョージ白鐘               | トルネード[注釈 49]        | 『ドライブ』第39話             |
| 009  | メディックロイミュード         | コブラ                             | 羽鳥美鈴                   | メディック                 | 『ドライブ』第20話             |
| 010  | ペイントロイミュード           | スパイダー                         | 浅矢一広                   | ペイント                   | 『ドライブ』第3話              |
| 011  | -                              | バット                             | -                          | -                          | 『ドライブ』第43話（写真のみ） |
| 011  | バット型巨大ロイミュード       | バット                             | -                          | -                          | 『ドライブ 劇場版』            |
| 012  | -                              | スパイダー                         | -                          | -                          | 『ドライブ』第1話、第48話      |
| 013  | 死神                           | コブラ                             | -                          | -                          | 『ドライブ』第43話             |
| 014  | -                              | コブラ                             | -                          | -                          | 『ドライブ&鎧武』              |
| 015  | 死神                           | スパイダー                         | -                          | -                          | 『ドライブ』第45話             |
| 016  | 肥大蕃息の術巨大化[注釈 50]    | バット                             | -                          | -                          | 『ニンニンジャーVS』           |
| 017  | ガンマンロイミュード           | バット                             | ガフ                       | ガンマン                   | 『ドライブ』第12話             |
| 018  | -                              | スパイダー                         | ビーン                     | 闇商人[注釈 51]            | 『ドライブ』第13話             |
| 019  | 死神                           | スパイダー                         | -                          | -                          | 『ドライブ』第45話             |
| 020  | -                              | スパイダー                         | -                          | -                          | 『ドライブ&鎧武』              |
| 021  | 死神                           | コブラ                             | -                          | -                          | 『ドライブ』第44話             |
| 022  | 死神                           | スパイダー                         | -                          | -                          | 『ドライブ』第43話             |
| 023  | クラッシュロイミュード         | コブラ                             | 不明                       | クラッシュ                 | 『ドライブ』第4話              |
| 024  | ボルトロイミュード             | スパイダー                         | 美波護郎                   | 発明おじさん ボルト        | 『ドライブ』第9話              |
| 024  | ボルトゴースト                 | スパイダー                         | 美波護郎                   | 発明おじさん ボルト        | 『ドライブ』第11話             |
| 024  | スパイダー型巨大ロイミュード   | スパイダー                         | 美波護郎                   | 発明おじさん ボルト        | 『ドライブ』第11話             |
| 025  | -                              | スパイダー                         | -                          | -                          | 『ドライブ』第37話（写真のみ） |
| 026  | バット型巨大ロイミュード       | バット                             | -                          | -                          | 『ドライブ』第28話             |
| 027  | 偽ドライブ                     | スパイダー                         | 不明                       | -                          | 『シークレット・ミッション』   |
| 028  | 死神                           | スパイダー                         | 不明                       | ボディガード               | 『ドライブ』第31話             |
| 029  | アイアンロイミュード           | コブラ                             | 益田信夫 澤井伊代          | 益田信夫 澤井伊代          | 『ドライブ』第1話              |
| 030  | ボイスロイミュード             | スパイダー                         | 甘城秀 笹本喜三郎 狩野洸一 | 甘城秀 笹本喜三郎 チェイス | 『ドライブ』第16話             |
| 031  | -                              | コブラ                             | -                          | -                          | 『ドライブ』第37話（写真のみ） |
| 032  | 死神                           | スパイダー                         | -                          | -                          | 『ドライブ』第44話             |
| 033  | スクーパーロイミュード         | バット                             |                            | -                          | 『ドライブ』第7話              |
| 034  | 死神                           | コブラ                             | -                          | -                          | 『ドライブ』第21話             |
| 035  | 死神                           | バット                             | -                          | -                          | 『ドライブ』第45話             |
| 036  | -                              | スパイダー                         | 不明                       | ロイミュード006の部下      | 『ドライブ』第37話             |
| 037  | -                              | コブラ                             | 死体（氏名不詳）           | ボルトの部下               | 『ドライブ』第9話              |
| 038  | -                              | コブラ                             | 不明                       | 機動隊隊員                 | 『ドライブ』第36話             |
| 039  | -                              | スパイダー                         | 不明                       | 機動隊隊員                 | 『ドライブ』第36話             |
| 040  | -                              | バット                             | 不明                       | 機動隊隊員                 | 『ドライブ』第36話             |
| 041  | 死神                           | コブラ                             | -                          | -                          | 『ドライブ』第37話             |
| 042  | -                              | スパイダー                         | -                          | -                          | 『ドライブ』第1話              |
| 043  | バット型巨大ロイミュード       | バット                             | -                          | -                          | 『ドライブ』第28話             |
| 044  | 死神                           | スパイダー                         | -                          | -                          | 『ドライブ』第20話             |
| 045  | 死神                           | スパイダー                         | -                          | -                          | 『ドライブ』第38話             |
| 046  | -                              | スパイダー                         | 不明                       | イベントスタッフ           | 『ドライブ』第16話             |
| 047  | -                              | スパイダー                         | 不明                       | 警察特殊部隊隊員           | 『ドライブ』第36話             |
| 048  | -                              | バット                             | 不明                       | 警察監察官                 | 『ドライブ』第36話             |
| 049  | -                              | コブラ                             | 不明                       | 警察特殊部隊隊長           | 『ドライブ』第36話             |
| 050  | シーカーロイミュード           | スパイダー                         | -                          | -                          | 『ドライブ』第27話             |
| 051  | -                              | バット                             | 銀行強盗                   | 不明                       | 『ドライブ』第3話              |
| 051  | -                              | バット                             | 三輪利雄                   | 不明                       | 『仮面ライダーチェイサー』     |
| 052  | -                              | コブラ                             | -                          | -                          | 『ドライブ』第41話             |
| 053  | -                              | バット                             | -                          | -                          | 『ドライブ』第41話             |
| 054  | 死神                           | スパイダー                         | -                          | -                          | 『ドライブ』第21話             |
| 055  | -                              | コブラ                             | -                          | -                          | 『ドライブ』第48話             |
| 056  | -                              | スパイダー                         | -                          | -                          | 『ドライブ』第41話             |
| 057  | 肥大蕃息の術巨大化[注釈 50]    | コブラ                             | -                          | -                          | 『ニンニンジャーVS』           |
| 058  | -                              | バット                             | -                          | -                          | 『ドライブ』第41話             |
| 059  | 死神                           | バット                             | -                          | -                          | 『ドライブ』第45話             |
| 060  | -                              | スパイダー                         | 不明                       | 強盗                       | 『ドライブ』第5話              |
| 061  | -                              | バット                             | -                          | -                          | 『ドライブ&鎧武』              |
| 062  | -                              | コブラ                             | 不明                       | ロイミュード006の部下      | 『ドライブ』第37話             |
| 063  | -                              | コブラ                             | -                          | -                          | 『ドライブ』第41話             |
| 064  | -                              | スパイダー                         | -                          | -                          | 『ドライブ』第17話             |
| 065  | ジャッジロイミュード           | コブラ                             | 橘真伍                     | ジャッジ                   | 『ドライブ』第18話             |
| 066  | -                              | バット                             | -                          | -                          | 『ドライブ』第1話              |
| 067  | オープンロイミュード           | コブラ                             |                            | -                          | 『ドライブ』第29話             |
| 068  | -                              | バット                             | 不明                       | サラリーマン風の男         | 『ドライブ』第37話             |
| 069  | バット型巨大ロイミュード       | バット                             | 坂木光一                   | 坂木光一                   | 『ドライブ』第14話             |
| 070  | 死神                           | コブラ                             | -                          | -                          | 『ドライブ』第45話             |
| 071  | -                              | バット                             | -                          | -                          | 『ドライブ』第2話              |
| 072  | -                              | バット                             | 西城究                     | 偽西城                     | 『ドライブ』第20話             |
| 073  | -                              | コブラ                             | -                          | -                          | 『ドライブ』第44話             |
| 074  | -                              | コブラ                             | 不明                       | 強盗                       | 『ドライブ』第5話              |
| 074  | コブラ型巨大ロイミュード       | コブラ                             | 不明                       | 強盗                       | 『ドライブ』第6話              |
| 075  | 死神                           | コブラ                             | -                          | -                          | 『ドライブ』第45話             |
| 076  | -                              | バット                             | -                          | -                          | 『ニンニンジャーVS』           |
| 077  | -                              | バット                             | 三輪利雄                   | -                          | 『ドライブ』第43話（写真のみ） |
| 077  | ビースト・ドーパント           | バット                             | 三輪利雄                   | -                          | 『仮面ライダーチェイサー』     |
| 078  | -                              | スパイダー                         | -                          | -                          | 『ドライブ』第27話             |
| 079  | -                              | スパイダー                         | -                          | -                          | 『ドライブ』第41話             |
| 080  | 死神                           | バット                             | -                          | -                          | 『ドライブ』第43話             |
| 081  | 死神                           | スパイダー                         | -                          | -                          | 『ドライブ』第45話             |
| 082  | -                              | コブラ                             | -                          | -                          | 『ドライブ』第27話             |
| 083  | 死神                           | バット                             | -                          | -                          | 『ドライブ』第44話             |
| 084  | -                              | スパイダー                         | 不明                       | 富士宮肇[注釈 52]          | 『ドライブ』第2話              |
| 085  | -                              | コブラ                             | 不明                       | イベントスタッフ           | 『ドライブ』第16話             |
| 086  | -                              | コブラ                             | -                          | -                          | 『ドライブ』第37話（写真のみ） |
| 087  | バット型巨大ロイミュード       | バット                             | -                          | -                          | 『ドライブ』第28話             |
| 088  | -                              | バット                             | -                          | -                          | 『ドライブ』第1話              |
| 089  | ショッカーブルブル             | スパイダー 封印の手裏剣            | ディー博士                 | ディー博士 妖怪ブルブル    | 『ニンニンジャーVS』           |
| 090  | クックロイミュード             | コブラ                             | 増川美穂                   | 増川美穂                   | 『ドライブ』第37話             |
| 091  | シュートロイミュード           | バット                             | 茂木拓郎                   | 茂木拓郎                   | 『ドライブ』第23話             |
| 092  | 死神                           | バット                             | 不明                       | ボディガード               | 『ドライブ』第31話             |
| 093  | -                              | スパイダー                         | -                          | -                          | 『ドライブ』第2話              |
| 094  | 死神                           | コブラ                             | -                          | -                          | 『ドライブ』第20話             |
| 095  | -                              | バット                             | -                          | -                          | 『ドライブ』第17話             |
| 096  | 変異体                         | バット                             | 七尾リラ                   | 偽七尾リラ                 | 『ドライブ』第14話             |
| 097  | -                              | スパイダー                         | -                          | -                          | 『ドライブ』第44話             |
| 098  | -                              | バット                             | -                          | -                          | 『ドライブ』第39話             |
| 099  | エンジェルロイミュード超進化態 | スパイダー                         | 羽佐間翔子                 | エンジェル                 | 『仮面ライダーチェイサー』     |
| 100  | 死神 仮面ライダールパン        | コブラ                             | -                          | -                          | 『シークレット・ミッション』   |
| 101  | 死神                           | バット                             | -                          | -                          | 『ドライブ』第45話             |
| 102  | -                              | スパイダー                         | -                          | -                          | 『仮面ライダー3号』            |
| 103  | -                              | バット                             | 不明                       | ボルトの部下               | 『ドライブ』第9話              |
| 104  | 死神                           | バット                             | -                          | -                          | 『ドライブ』第21話             |
| 105  | 死神                           | コブラ                             | -                          | -                          | 『ドライブ』第45話             |
| 106  | シーフロイミュード             | バット                             | -                          | -                          | 『ドライブ』第34話             |
| 106  | バット型巨大ロイミュード       | バット                             | -                          | -                          | 『ドライブ』第34話             |
| 107  | -                              | バット                             | -                          | -                          | 『ドライブ』第44話             |
| 108  | パラドックスロイミュード       | スパイダー                         | 泊エイジ                   | 泊エイジ                   | 『ドライブ 劇場版』            |
| 108  | 仮面ライダーダークドライブ     | スパイダー                         | 泊エイジ                   | 泊エイジ                   | 『ドライブ 劇場版』            |
| 108  | アナザードライブ               | スパイダー                         | オーラ                     | オーラ                     | 『仮面ライダージオウ』         |
| ZZZ  | 仮面ライダールパン             | なし                               | ゾルーク東条               | アルティメットルパン       | 『ドライブ&鎧武』              |
| 5886 | -                              | スパイダー、バット、コブラのキメラ | -                          | -                          | 『仮面ライダーハート』         |
全ての個別ナンバーがテレビシリーズに登場したわけではなく、上記のように一部の個体は劇場版などの派生作品のみに登場している。

### ロイミュード関連の設定・用語
バイラルコア
コア状態のロイミュードに体を与えるシフトカーとは似て非なる黒いミニカー型の圧縮金属素材。普段はハートやブレンなどの幹部ロイミュードによって保管・管理されており、必要に応じて他のロイミュードに支給される。
コブラ型、バット型、スパイダー型の3種類が存在しており、肉体を持ったままのロイミュードが複数取り込むと巨大形態に変異する。
ネオバイラルコア
ブレンの依頼によりロイミュード001（フリーズ）こと真影の手によって開発された新型の赤いバイラルコア。下級ロイミュードがこれを手にした人間と融合することで融合進化態へ変化する。通常同様にコブラ型、バット型、スパイダー型の3種類が存在し、シフトカー同様、所有者は重加速の中で影響なく行動できる。
適合条件は元々大きな負の感情を抱く、いわば根っからの極悪人に限られており、負の感情が一定値に満たない場合、融合させられた人間はネオバイラルコアの力に耐えられず仮死状態に陥る。
重加速
最大出力で稼働させたコア・ドライビアによって引き起こされる、相対速度の低下によって周囲の物理現象が遅くなる現象。発生している間、有効範囲にいる生物は意識は明瞭なまま体だけが鈍重になるような感覚に陥るがコア・ドライビアを持つ者なら影響を受けない。
一般市民には「どんより」という名称で知られ、重加速の発生状況を通知するアプリケーションも配信されている。
超重加速
メディックの強化改造によって魔進チェイサーやハートが得た能力。通常よりも強力な重加速現象をもたらすフィールドを発生させ、仮面ライダーや通常のロイミュードでさえも完全に動きを停止させる。デッドヒートならある程度は緩和可能（それでも動くのがやっと）で、発生させた本人やドライブ タイプフォーミュラは影響なく自由に動ける。設定上では仮面ライダーチェイサーも発動可能である模様。

シグマサーキュラー
ロイミュード004により開発された球状のマシンで、ゴルドドライブの世界支配という野望を実現する鍵となるアイテム。
超進化態のコア・ドライビアや特防センターによって発生したエネルギーを吸収・蓄積して成長・自己進化する機能を備えており、十分なエネルギーを蓄えることにより、単独で全世界を重加速で包む真のグローバルフリーズの発生と、全人類の意識のデータ化とナンバリングおよび管理を達成する、人類最大の脅威となる。
また進化完了後は空中に浮遊しているものの、敵対者には高速移動をしながら高出力の拡散レーザーを連射するなどの攻撃を行い、防御面でも4体分の超進化体のエネルギーを振動波として発することで、攻防一体のフィールドを纏うことが可能となる自己防衛機能を持つ。
ゴルドドライブ自身と、超進化態となったハート、ブレン、メディックのコア・ドライビアから発生したエネルギーを吸収、余剰エネルギーをブレンに逆流させることにより稼働。その後特防センタービルの最上階に設置され、各部から奪ったエネルギーを吸収し続けることにより進化の時を待つ。
そしてゴルドドライブがチェイサーマッハに敗れてほどなくして進化が完了。蛮野のプログラムに従い、前述の目的を遂行すべくドライブたちの前に立ちふさがるが、死闘の末にドライブとハートによって破壊され、データナンバー化された人々も元に戻った。
- デザインイメージはクリオネで、デザインコンセプトは「メカクリオネ」。人格を感じさせないために、人体から外れたものとなっている。当初は人間をデータ化することからアイデンメイデンのように人間を体の中に入れるという構造で考えられていた。
- スーツは新規造形。当初はクラッシュロイミュードをベースに進んでいたが、クラッシュと関係ないものとなり、その名残りとしてデザイン画ではクラッシュのパーツが背中に残っている。デザインでは、グリーンバックでスーツアクターの脚を抜いて宙に浮かせていたが、実際には吊ることとなった。

## 設定・用語
特殊状況下事件捜査課
進ノ介たち仮面ライダーの関係者が所属している特殊事件を専門に捜査する部署で、略称特状課。グローバルフリーズ発生後にクリムに協力する本願寺の尽力によって、ドライブが警察組織内部で活動しやすい隠れ蓑として、2014年8月に緊急創設された。メンバー全員がクリムおよび小田切教授殺害事件の関係者で占められており、オフィスは警視庁のビルではなく、地下にドライブピットを設ける久留間運転免許試験場にある。
ドライブの存在を秘匿していたテレビシリーズ開始当初は、本庁警察官からは怪奇事件対策を目的とした曖昧な認識を余儀なくされたため、「島流し」と見下されたり、予算が減額されたりと成果が公認されておらず、本庁とのコネクションも一課から派遣された追田のみとなっていたが、ロイミュード事件の解決や本願寺による水面下での工作によって存続していた。
本願寺が仮面ライダーの存在を世間に公表して以降は正式に警視庁刑事部に編入され、仮面ライダーを擁する怪奇事件専門部署として認知され、マスコミからの取材や被害者からの直接情報提供、また捜査一課にメンバーを招いての合同捜査なども行われるようになったが、真影（フリーズこと001）やブレン（能見）と仁良の謀略により、度々解体の危機に晒されるようにもなった。仁良の逮捕後は数々の功績が認められ、刑事部直属の正式な部署に昇格したが、ドライブピットが地下に設けられている関係上、警視庁のビルに移動出来ないことが言明されている。第45話にてロイミュードの襲撃によりドライブピットを破壊されてしまったため、本拠地を早瀬が準備した仮設ピットに移している。
第47話でロイミュードが全滅したため解散となり、メンバーはそれぞれの道を歩むことになった。

重加速粒子測定器
りんなが開発した重加速の痕跡を調査するための特殊探知機。動作中の音からピコピコとも呼ばれる。特状課が事件にロイミュードが関与しているか調べるために使用する。
背中に背負う本体とチューブで繋がるガングリップ型のパラボラセンサーやさまざまなパーツの付いた特殊ヘルメットで構成され、外観は非常に奇抜。ロイミュードなどが重加速を起こした際にその場に残留する重加速粒子をパラボラセンサーによって検知する。
ライドブースターには特状課用の測定器をベースに精度を50倍に上げた改良型が装備されている。

重加速軽減機
りんなが開発したバックパック型の特殊装置。背中に背負うことで重加速の影響を受けなくなる。動作中は重加速粒子測定器のような音が鳴るためピコピコ2号とも呼ばれる。第18話にて、ロイミュードの電気ショック攻撃を無効化し、ある程度の打撃にも耐えるように強化した外装を追加した改良型（ピコピコ3号）が開発された。さらにシフトカー2台分程度に小型化されたピコピコ4号を開発、量産準備中。
初出は『ドライブ&鎧武』。

ドライブピット
特状課の地下に設置されたトライドロンの整備施設。ドライブとその協力者の活動拠点であり、当初は特状課でも一部の者にしか知られていなかった。第45話でロイミュードの襲撃により破壊され、その後は早瀬が用意した仮設のピットに拠点を移す。
特殊状況下防衛センター
通称「特防センタービル」。ロイミュードによる凶悪犯罪への対策を行うための施設。ロイミュード001（フリーズ）こと真影壮一からの圧力により建設が中断されていたため、第43話の時点まで完成が遅れていた。第45話でゴルドドライブたちに占拠され第2のグローバルフリーズを発生させる約束の地にされてしまう。
コア・ドライビア
クリム・スタインベルトが開発した動力源とAI的判断力が合一化されている光式駆動機関。ロイミュードのボディや仮面ライダーのシステムに搭載されており、起動することで重加速を発生させる。重加速を無効化する波動を発生させることも可能でコア・ドライビアを所持していれば、重加速の中でも普通に行動できる。

グローバルフリーズ
物語の半年前（2014年4月8日）に起こった世界各地で一斉蜂起した107体のロイミュードによる全世界規模で引き起こされた重加速現象と破壊活動。プロトドライブとシフトカーたちの活躍により、ロイミュードは退けられた。
ベルトさん（クリム）によると、半年前におきたグローバルフリーズの効果は、本来の効果の約4分の1ほどに過ぎず、ゴルドドライブこと蛮野が目論む第2のグローバルフリーズは、仮面ライダーおよびピコピコを装備した警察官以外のすべての人間の動きが完全に停止してしまうほどの影響をもたらすとされる。
蛮野は世界規模のグローバルフリーズを起こし、その間に動きの止まった人間を全てデータ化することで、自分の許可無く肉体を持つことが出来ない世界を築こうとした。

ネオシェード
日本の国家転覆を目論む犯罪武装集団。名前のみの登場も含めると『シークレット・ミッション type ZERO』など複数の関連作品に登場した。グローバルフリーズ当日、アジトを突き止めた進ノ介と早瀬により追い詰められたが、重加速現象の余波による進ノ介の失態で早瀬が大怪我を負ってしまう。
その後の動向は劇中では語られていなかったが、最終話の1ヶ月前の時点で進ノ介、剛、チェイスの3人に別の場所に移転していたアジトに突入され、リーダーの岡村を除く全構成員の逮捕により組織は壊滅していたことが同話にて判明。一人逃げ延びた岡村は謎のアイテム眼魂を利用し組織の再興を目論むも、進ノ介の手で逮捕されたことによって阻止された。

ひとやすみるく
倉地製菓の製品であるミルクキャンディ。進ノ介の嗜好品。究によると、これを食べ続けているときの進ノ介は、捜査が行き詰まりモヤモヤしていることが多いという。

murmur mansion（）
進ノ介たちの世界で2014年のクリスマスごろに最終回を迎えた人気アニメ。マンションの住人たちに起こる日常が描かれ、進ノ介曰く「セリフが全部字幕なところがいい」らしい。
究はこのアニメのグッズ（ぬいぐるみやTシャツなど）を普段から持ち歩いているほか、彼とロイミュード072を意気投合させるきっかけを作るなど、最終的に人間の味方であるロイミュードの存在を証明することとなった重要な作品でもある。

## キャスト
ベルトさん役のクリス・ペプラーはこれまでにもベルトの声の候補に挙がっていたが、メインライターの三条陸が自動車内でJ-WAVEのペプラーの番組を聴くことが多くペプラーに車で聴こえる声という印象を抱いていたため起用された。
若手レギュラーは過去に東映特撮作品のオーディションを受けていた縁で起用されたものが多い。霧子役の内田理央は『天装戦隊ゴセイジャー』のゲスト役でオーディションを受けており、同作品でプロデューサーを務めていたチーフプロデューサーの大森敬仁が本作品のオーディション資料で内田の名を見つけ推薦した。ハート役の蕨野友也は『海賊戦隊ゴーカイジャー』のバスコ役や『特命戦隊ゴーバスターズ』のエンター役などで候補に挙がっており、当時から蕨野を推していたプロデューサーの望月卓が推薦した。チェイス役の上遠野太洸・剛役の稲葉友・ブレン役の松島庄汰らも仮面ライダー役オーディションで最終審査まで残る常連であった。メディック役の馬場ふみかは霧子役のオーディションを経て起用された。

### レギュラー・準レギュラー
- 泊進ノ介 / 仮面ライダードライブ - 竹内涼真
- 詩島霧子 - 内田理央
- チェイス（2 - 46,48） / 魔進チェイサー / 仮面ライダーチェイサー、狩野洸一（47） - 上遠野太洸（二役）
- 詩島剛 / 仮面ライダーマッハ - 稲葉友（12 - 48）
- 沢神りんな - 吉井怜
- 西城究 - 浜野謙太
- 追田現八郎 - 井俣太良
- ベルトさん（声） / クリム・スタインベルト / ロイミュード004 - クリス・ペプラー
- ハーレー・ヘンドリクソン - 大月ウルフ（13,17,47）[注釈 58]
- 蛮野天十郎 / ゴルドドライブ（声） - 森田成一（33 - 46）
- ブレン / 杵田光晴（二役） - 松島庄汰（2 - 44）
- ハート / 青年実業家（二役） - 蕨野友也（1 - 47）
- メディック / 羽鳥美鈴（二役） - 馬場ふみか（11 - 46）
- 泊英介 - たれやなぎ（25 - 27,29 - 31,34,36）
- 仁良光秀 - 飯田基祐（25 - 36）
- 真影壮一 - 堀内正美（26 - 34）[注釈 59]
- トルネード、ジョージ白鐘（二役） - 日向丈（37 - 40）
- ロイミュード006[63] - 松浦新（37 - 41）
- 早瀬明 - 滝口幸広（1, 2, 7, 8, 25, 45, 47）
- 本願寺純[注釈 60] - 片岡鶴太郎
- 泊進ノ介（幼少期） - 青木綾平
- 詩島霧子（幼少期） - 加藤結[64]
- 詩島剛（幼少期） - 橋爪龍

### 声の出演
- マッハドライバー炎関連アイテム音声 - ジョージ・ウィリアムズ

### ゲスト
- 益田信夫 - 横山真史（1,2）
- 澤井伊代[注釈 61] - 麻亜里（1,2）
- 高須和彦[注釈 61] - 西原信裕（1）
- 中多直紀[注釈 61] - 中村哲也（1）
- ネオシェード構成員[注釈 61] - 大藤直樹、白井雅士（1)
- 警官[注釈 61] - 斎藤直紀（1）、浅川聡（3）、井上智之、勝光徳（12,25,26）、田中宏幸（21）、岩永智（23）、北村海、勝呂学、田中慶（26）、鮎河圭吾、大林勝（27）
- 鑑識官[注釈 61] - 衛藤将展（1）
- コック[注釈 61] - 成島有騎（1）
- ウェイトレス[注釈 61] - 小泉みゆき（1）
- 如月仁奈 - 井坂仁美（仮面ライダーGIRLS）（2,13,14）
- 山吹沙月 - 遠藤三貴（仮面ライダーGIRLS）（2,13,14）
- 主婦[注釈 61] - しのへけい子（2）
- 花嶺美咲[注釈 61] - 水沢芽瑠（2）
- ヤンキー風の男[注釈 61] - 伊達剛（2）
- 浅矢一広 - ルー大柴（3,4）
- 富士宮肇 - 村上雄太（3）
- 生徒[注釈 61] - 江口祐貴、小松直樹（3)、亀井有馬、吉田秀太朗（24）
- ロイミュード051 - 大賀太郎（3)
- クラッシュ - HIRO（安田大サーカス）（4 - 6）
- 強盗 - 団長安田（安田大サーカス）（5）、クロちゃん（安田大サーカス）（5,6）
- 桐原英治 - 小林高鹿（5,6）
- 倉持満 - 水野智則（5,6）
- 市川勇蔵 - 山本康平（5,6)
- 高杉憲太 - 内野謙太（6 - 8）
- 久坂俊介 - 永岡卓也（6 - 8）
- 吉田裕之 - 国枝量平（7）
- ボルト（発明おじさん）、美波護郎（写真のみ） - あご勇（9 - 11）
- 野崎輝彦 - 細川晴太（9）
- 輝彦の母 - 今渕仁音（9）
- 西堀光也 - 野間口徹（11）
- ガンマン - ベルナール・アッカ（12,13）
- 戸田川直樹 - 加藤パーチク（12,13）
- 赤城稔次 - 鳥木元博（12）
- 花村金蔵 - 中村直太郎（12）
- 九路田工業の管理人[注釈 61] - 金井節（12）
- 元締め - マービンJr.（13）
- どんより強盗団[注釈 61] - 佐藤太輔、藤田慧、神前元（13）
- 七尾リラ - 末永遥（14,15）
- 村正守 - 近江谷太朗（14,15）
- 坂木光一 - 三浦俊輔（14,15）
- 砂原忠 - 金谷マサヨシ（14）
- 二階堂弘樹 - 三上真史（15）
- 管理人 - 松本じゅん（15）
- 甘城秀 - 松永博史（16,17）
- 岬順子 - 建みさと（16,17）
- 笹本喜三郎 - 成松慶彦（16,17）
- 橘真伍 - 中沢青六（18,19）
- 宇津木壮 - 青柳尊哉（18,19）
- 岡島冬馬 - 吉田悟郎（18,19）
- 岡島秋絵 - 東亜優（18,19）
- 記者[注釈 61] - 関直人（18,19）、神永舞花 (26）、大河原生純（35,36,45）
- ブラックキャンドルのリーダー / 不良[注釈 61] - 村上耕平（18,19）
- ブラックキャンドル構成員[注釈 61] - 日向滉一（18）
- ミユ[注釈 61] - 辻美優（20）
- サイン会場の客[注釈 61] - 新野アコヤ（20）
- 目撃者[注釈 61] - 丸山拓真（21)
- 死体[注釈 61] - 新田健太（21,22）、藤田洋平、隈本秋生、松本直也（22）
- 松本義一、浅木信幸（22）
- 茂木拓郎 - 武子直輝（23,24）
- 爆発物処理班隊長[注釈 61] - 白井雅士（23）
- 野村憲仁、犬竹一雄 (23)
- 爆弾処理班[注釈 61] - 内川仁朗、岡田和也、寺本翔悟、田中慶（24）
- 多賀始 - 谷充義 (25, 26)
- 刑事[注釈 61] - 高田将司（25）
- TVアナウンサー[注釈 61] - 船越理恵（26[注釈 62],33）、若林秀俊（35）
- 相馬頼子（西堀令子） - はねゆり（27,28）
- 相馬良[注釈 61] - 後藤崇太（27, 28）
- 住民[注釈 61] - 小美野来希、足立りょう太、田中あい（27,28）
- 松井警視監[注釈 61] - 窪園純一（27）
- 根岸逸郎 - 福井博章（29,30,34）
- 丸谷慎吾 - 中谷竜（29,30,34）
- 唐沢ゆかり - 小泉ここ（29,30,35,36）
- 唐沢ゆかり（12年前） - 内藤咲愛（29,30）
- ゆかりの母[注釈 61] - 渡辺杉枝（29,30）
- 山王丸智子[注釈 61] - 高橋絵吏（29）
- 藤木徹 - 澤村大輔（31,32）
- 藤木巌 - 平尾仁（31,32）
- 藤木春子[注釈 61] - 阿部朋子（31）
- 法医[注釈 61] - 三上哲（33）
- 三ノ輪麻里子 - 野口聖古（34）
- 重田静夫 - 五王四郎（34）
- 東都タイムスの記者[注釈 61] - 宇山けん（35[注釈 62],36）
- 奥村松太郎 - 吉岡そんれい（37,38）
- 増川美穂 - 鮎川桃果（37,38）
- 板垣祐 - 永嶋柊吾（37,38）
- 免許試験官[注釈 61] - ト字たかお（39）
- 水浦音々[注釈 61] - 松岡音々（39）
- ドライバー[注釈 61] - 萩原宏樹（39）
- 五十嵐一也 - 八神蓮（41,42）
- 小笠原夏海[注釈 61] - 和田麻菜（41）
- 河合美智留[注釈 61] - 七海エリー（41）
- 月丘ちえり[注釈 61] - 味岡ちえり（42）
- 戸賀間明夫 - 津村和幸（43,44）
- 特殊部隊隊長[注釈 61] - 六本木康弘（43）
- 岡村敬助 - 高野八誠（48）
- ネオシェード構成員[注釈 61] - 高木英一、神前元、伊藤茂騎（48）
- 仮面ライダーゴースト（声） - 西銘駿（47,48）
- ユルセン（声） - 悠木碧（48）

### スーツアクター
- 仮面ライダードライブ[出典 3]、仮面ライダーゴースト（48）[67] - 高岩成二
- 仮面ライダーマッハ[68][65] - 渡辺淳
- 魔進チェイサー[出典 4] / 仮面ライダーチェイサー[出典 5] / 仮面ライダープロトドライブ[71] / プロトゼロ[73] - 今井靖彦
- ハートロイミュード[69][65] - 藤田洋平
- ハートロイミュード[65] - 岡元次郎
- ブレンロイミュード[69][65] - 佐藤太輔
- メディックロイミュード[65] - おぐらとしひろ
- フリーズロイミュード[74][65] - 大林勝
- フリーズロイミュード[65] - 神前元
- 霧子吹替え[75] - 藤田慧
- ゴルドドライブ[76][65] - 岡田和也
- 仮面ライダードライブ（最終話）[77] - 永徳
- ロイミュード072[78] - 喜多川2tom

## スタッフ
チーフプロデューサーには『獣電戦隊キョウリュウジャー』を担当した大森敬仁が仮面ライダーシリーズに初抜擢され、サブプロデューサーは前作『仮面ライダー鎧武/ガイム』より望月卓が続投している。脚本陣にはメインライターに三条陸、サブライターを長谷川圭一が務め、『仮面ライダーウィザード』で脚本を担当した香村純子も参加した。大森は『キョウリュウジャー』で三条と組んでおり間を置かずに三条を再度起用することへの葛藤もあったが、大森が仮面ライダーシリーズに参加するのは『仮面ライダーキバ』以来であるため、その後の『仮面ライダーW』や『仮面ライダーフォーゼ』など平成第2期を経験している三条の助力が必要と考え再度手を組むに至った。最終話の脚本を担当した毛利亘宏は、『dビデオスペシャル 仮面ライダー4号』とともにテレビシリーズへの参加も打診されていたが、『手裏剣戦隊ニンニンジャー』への参加が決定していたため、1本のみの執筆に留まった。
パイロット演出は『鎧武/ガイム』から引き続き田﨑竜太が受け持つ。柴﨑貴行はセカンドパイロットや最終エピソード（第45話から第47話）に加え、本作品の放送期間中に制作された劇場版3作品を全て担当した。この他、平成仮面ライダーシリーズ初期の諸作品に参加経験のある鈴村展弘や、本格的にローテーション監督入りを果たした山口恭平などが演出陣に名を連ねており、このうち山口は本作品の演出陣で唯一の最多演出となった。劇伴は『W』以来に鳴瀬シュウヘイと中川幸太郎が連名で担当。ロイミュードのデザイナーには『仮面ライダーJ』以来の竹谷隆之が参加する。
- 原作 - 石ノ森章太郎
- プロデュース - 佐々木基（テレビ朝日）、大森敬仁・望月卓（東映）
- スーパーバイザー - 小野寺章
- 脚本 - 三条陸、長谷川圭一、香村純子、毛利亘宏
- 監督 - 田﨑竜太、柴﨑貴行、諸田敏、山口恭平、金田治（ジャパンアクションエンタープライズ）、石田秀範、鈴村展弘、舞原賢三
- 音楽 - 鳴瀬シュウヘイ、中川幸太郎
- 音楽プロデュース - 河野裕介
- 撮影 - 松村文雄、倉田幸治、植竹篤史
- 美術 - 大嶋修一
- 照明 - 斗沢秀、水本富男、西田文彦
- 録音 - 南徳昭、遠藤和生、堀江二郎
- 編集 - 佐藤連
- 助監督 - 塩川純平、上堀内佳寿也、茶谷和行、清水賢一、永井大裕、原田拓明、浦弘之、荒川史絵、大峯靖弘、石井千晶、谷本健晋、作野良輔、小野峻昌、谷口昌史、原澤那由多
- 助監督応援 - 山口恭平（1 - 4）、茶谷和行（1,2）
- アクション監督補 - おぐらとしひろ、渡辺淳
- ラインプロデューサー - 道木広志
- プロデューサー補 - 菅野あゆみ、小髙史織
- EEDスーパーバイザー - 緩鹿秀隆（東映デジタルラボ）
- EED - 高橋和寛
- 選曲 - 金成謙二（ドンカンパニー）
- 音響効果 - 大野義彦
- MA - 曽我薫
- キャラクターデザイン - 田嶋秀樹（石森プロ）、PLEX
- 衣裳デザイン - 伊津野妙子（石森プロ）
- クリーチャーデザイン - 竹谷隆之
- 造型 - ブレンドマスター
- 操演 - 高木友善（ライズ）
- カースタントコーディネーター - 西村信宏（武士レーシング）
- CG制作 - 特撮研究所
- 特撮コーディネーター - 中根伸治
- 特撮スーパーバイザー - 足立亨、捻橋尚文
- 視覚効果 - 日本映像クリエイティブ
- 絵コンテ - なかの★陽
- 特撮監督 - 佛田洋
- アクション監督 - 石垣広文、宮崎剛（ジャパンアクションエンタープライズ）
- 制作 - テレビ朝日、東映、ADK

## 音楽
主題歌は『仮面ライダーW FOREVER AtoZ/運命のガイアメモリ』『仮面ライダーW RETURNS 仮面ライダーエターナル』に出演した松岡充を筆頭とした新ユニット・Mitsuru Matsuoka EARNEST DRIVEが担当する。
挿入歌の一部を担当するS.S.P.D. Steel Sound Police Dept.は本作品のために結成された音戯（ボーカル）、玲風都（ギター）、巽（ベース）、宗々（ドラムス）による音楽ユニットである。2015年末に活動休止し、2016年3月より同メンバーのままBreathing Booostとして再始動。2019年11月22日より、BOOOSTに改名して活動中。
主題歌
「SURPRISE-DRIVE」
作詞 - 藤林聖子 / 作曲・編曲 - tatsuo / 歌 - Mitsuru Matsuoka EARNEST DRIVE
第1 - 4・6・8・9話では挿入歌としても使用された。
また第3話からはタイトル表示と同時に、ベルトさん（ドライブドライバー）役のクリス・ペプラーによる「Start your engine」のコールが挿入される。
第47・48話ではエンディングテーマとして使用され、第47話では劇中BGMとして「SURPRISE-DRIVE (type Orchestra)」も用いられた。
「SURPRISE-DRIVE (type Orchestra)」は第33話の予告でも使用されている。
挿入歌
「Full throttle」（12 - 17・19・24・46）
作詞 - 藤林聖子 / 作曲・編曲 - tatsuo / 歌 - S.S.P.D. Steel Sound Police Dept.
仮面ライダーマッハのテーマソング。
第14・15話では前後奏のみ使用された。
「Don't lose your mind」（15・16・18・30）
作詞 - 藤林聖子 / 作曲・編曲 - tatsuo / 歌 - S.S.P.D. Steel Sound Police Dept.
仮面ライダードライブのテーマソング。
第18話では前後奏のみ使用された。
「UNLIMITED DRIVE」（33・34）
作詞 - 藤林聖子 / 作曲 - DJ HurryKenn / 編曲 - Ryo / 歌 - 仮面ライダーGIRLS
仮面ライダードライブ タイプトライドロンのテーマソング。
「Spinning Wheel」（36・38・40・45）
作詞 - 藤林聖子 / 作曲・編曲 - 鳴瀬シュウヘイ / 歌 - 泊進ノ介・詩島剛・チェイス（C.V. 竹内涼真・稲葉友・上遠野太洸）
ドライブ・マッハ・チェイサー共闘時の戦闘挿入歌。

### 関連CD
本作品では、『仮面ライダー龍騎』以降恒例となっていた放送終了後のCD-BOXが発売されず、また放送期間中に発売されたサウンドトラックCDもテレビシリーズ前半分のみ収録の1枚に留まるなど、前年までに比べて音楽展開は小規模なものとなった。このリリース方式は本作品以降も踏襲されている。
主題歌CDは「SURPRISE-DRIVE」を参照。
仮面ライダードライブ オリジナルサウンドトラック
2015年4月15日リリース。
Don't lose your mind
2015年4月15日リリース。カップリングに「Full Throttle」を収録。
仮面ライダードライブ 仮面ライダー3号 仮面ライダー4号 ベストコレクション
2015年9月9日リリース。本作品の主題歌・挿入歌に加え、劇場版の主題歌を収録。

## 制作
本作品の企画立案に当たっては、主人公に単独ヒーローとしての「強さ」を持たせることや、前作との差別化となる「メカニカル感」な要素が重視され、「自動車」や「刑事」といったモチーフが選ばれた。
メインライターの三条陸は車を魅力的に見せるために、仮面ライダーと対等以上の存在として描く必要があると考え、第1作『仮面ライダー』初期の仮面ライダー1号とサイクロン号のようにマシンがなければ変身出来ないなど、自動車を仮面ライダーの重要なバディとして位置づけている。また、車の中で変身するというのは、レスキューポリスシリーズをイメージしている。また企画段階から、アメリカのカーアクションドラマ『ナイトライダー』が意識されている。三条やプロデューサーの大森敬仁は、マシンに乗るヒーローは王道であると考えているため、周囲から「車にしか乗らない仮面ライダー」が斬新であるという声が多く驚いたという。
企画段階では「ゲーム」を主体にしようと提案されていたが、ターゲットである児童層がゲームをやる年代ではないという理由などから不採用となった。
主人公を刑事とする案はモチーフが自動車に決定した段階から挙がっており、警察の要素を取り入れたデザイン案も出ていたが、既視感や予定調和感が強かったため刑事とする案は一度取下げられた。しかしテレビ局側から刑事もののようなエピソードの魅力を立てた作品がよいという要望が出され、三条も自動車に乗るヒーローが活躍できるシチュエーションは事件ものしかないという考えに至り、結局警察を舞台とした物語となった。ドライブやトライドロンなどのデザインは企画から警察要素が外されていた時期に決定したため、デザインには警察要素が取り入れられていない。
ライバルキャラクターとなるチェイス / 魔進チェイサーは、前作『鎧武』のロード・バロンの人気が出たことで、悪側キャラクターの商品展開に挑戦したいというバンダイの要望により商品化が行われることとなった。プロデューサーの大森は、後年の『エグゼイド』や『仮面ライダービルド』での悪の仮面ライダーの人気は本作品の影響が大きいと述べている。
メイン監督を務める田﨑竜太は、視聴者や作り手の中に出来上がってきた平成仮面ライダーに対する既成概念を壊すことを目指し、自身たちが手掛けてきた作品のコピーにはしないことを意識していた。
チーフプロデューサーの大森は、『キバ』以来6年ぶりにプロデュースを務めるため、番組を取り巻く環境が大きく変わっていってしまったため、初期のころは手応え的なものがしっくり来ず、1年間刑事ドラマを描くのではなく、葛藤するヒーローである「仮面ライダー」だからこそ視聴者を惹き付けるため、そこを重点的に描くこととなり、前半は単発に発生した事件の謎を追っていき、第3クール以降は当初の予定を再構築してキャラクターの掘り下げに比重を置いた構成にすることで、物語の縦軸を強化しており、終盤に予定していた泊進ノ介の過去を第3クールに前倒しするなどしている。

## 放送日程
- サブタイトルは原則として5W1Hの疑問形で統一。「なぜ」「なに」などといったキーとなる疑問詞はひらがなかつ赤文字（リスト内の太文字部分）で表記されている[26]。
- 各話終了時には、ドライブやマッハが所持するシフトカーまたはシグナルバイク（その回で使用したもの優先）が4台表示される[注釈 67]演出がなされている。
- 前述の通りメインのストーリーは第47話までとなっており、第48話は次番組『仮面ライダーゴースト』とコラボした特別編として制作されている。

| 放送日         | 放送回            | サブタイトル                             | 事件                                             | 登場ロイミュード | 脚本                                                                 | アクション監督補      | アクション監督 | 監督     |
| -------------- | ----------------- | ---------------------------------------- | ------------------------------------------------ | --- | -------------------------------------------------------------------- | --------------------- | -------------- | -------- |
| 2014年10月05日 | 1                 | 俺の時間はなぜ止まったのか               | 連続赤色化殺人未遂事件 誘拐事件の食べ残し（2話） | - ロイミュード029 - アイアンロイミュード （声 - 横山真史（2話） - ロイミュード042（1話） - ロイミュード088（1話） - ロイミュード071（2話） - ロイミュード084（2話） - ロイミュード093（2話） - ロイミュード001（1話） - ロイミュード006（1話） - ロイミュード002（1話） - ハートロイミュード - ロイミュード003（1話） - ブレンロイミュード（2話） - ロイミュード012（1話） - ロイミュード066（1話） | 三条陸                                                               |                       | 石垣広文       | 田﨑竜太 |
| 10月12日       | 2                 | 仮面ライダーとはなにか                   | 連続赤色化殺人未遂事件 誘拐事件の食べ残し（2話） | - ロイミュード029 - アイアンロイミュード （声 - 横山真史（2話） - ロイミュード042（1話） - ロイミュード088（1話） - ロイミュード071（2話） - ロイミュード084（2話） - ロイミュード093（2話） - ロイミュード001（1話） - ロイミュード006（1話） - ロイミュード002（1話） - ハートロイミュード - ロイミュード003（1話） - ブレンロイミュード（2話） - ロイミュード012（1話） - ロイミュード066（1話） | 三条陸                                                               |                       | 石垣広文       | 田﨑竜太 |
| 10月19日       | 3                 | だれが彼女の笑顔を奪ったのか             | 美術館女子高生行方不明事件                       | - ロイミュード010 （3,4話） - ペイントロイミュード（声 - ルー大柴）（3,4話） - ロイミュード084（声 - 村上雄太）（3話） - ロイミュード051（声 - 大賀太郎）（3話） - クラッシュロイミュード （声 - HIRO（安田大サーカス））（4-6話） - ロイミュード060（演 / 声 - 団長安田（安田大サーカス））（5話） - ロイミュード074（演 / 声 - クロちゃん（安田大サーカス））（5,6話） - 巨大ロイミュード（6話） - 魔進チェイサー | 三条陸                                                               | 柴﨑貴行              | 石垣広文       |          |
| 10月26日       | 4                 | 誇り高き追跡者はなにを思うのか           | 美術館女子高生行方不明事件                       | - ロイミュード010 （3,4話） - ペイントロイミュード（声 - ルー大柴）（3,4話） - ロイミュード084（声 - 村上雄太）（3話） - ロイミュード051（声 - 大賀太郎）（3話） - クラッシュロイミュード （声 - HIRO（安田大サーカス））（4-6話） - ロイミュード060（演 / 声 - 団長安田（安田大サーカス））（5話） - ロイミュード074（演 / 声 - クロちゃん（安田大サーカス））（5,6話） - 巨大ロイミュード（6話） - 魔進チェイサー | 三条陸                                                               | 柴﨑貴行              | 石垣広文       |          |
| 11月09日       | 5                 | 鋼の強盗団はなにを狙うのか               | 食品輸送車襲撃事件                               | - ロイミュード010 （3,4話） - ペイントロイミュード（声 - ルー大柴）（3,4話） - ロイミュード084（声 - 村上雄太）（3話） - ロイミュード051（声 - 大賀太郎）（3話） - クラッシュロイミュード （声 - HIRO（安田大サーカス））（4-6話） - ロイミュード060（演 / 声 - 団長安田（安田大サーカス））（5話） - ロイミュード074（演 / 声 - クロちゃん（安田大サーカス））（5,6話） - 巨大ロイミュード（6話） - 魔進チェイサー | 三条陸                                                               | 諸田敏                | 石垣広文       |          |
| 11月16日       | 6                 | 戦士はだれのために戦うのか               | 食品輸送車襲撃事件                               | - ロイミュード010 （3,4話） - ペイントロイミュード（声 - ルー大柴）（3,4話） - ロイミュード084（声 - 村上雄太）（3話） - ロイミュード051（声 - 大賀太郎）（3話） - クラッシュロイミュード （声 - HIRO（安田大サーカス））（4-6話） - ロイミュード060（演 / 声 - 団長安田（安田大サーカス））（5話） - ロイミュード074（演 / 声 - クロちゃん（安田大サーカス））（5,6話） - 巨大ロイミュード（6話） - 魔進チェイサー | 三条陸                                                               | 諸田敏                | 石垣広文       |          |
| 11月23日       | 7                 | 決定的瞬間はいかに撮影されたのか         | 都内連続ビル崩落事件                             | - ロイミュード033（7話） - スクーパーロイミュード（声 - 中博史） | 長谷川圭一                                                           | おぐらとしひろ 渡辺淳 | 石垣広文       | 山口恭平 |
| 11月30日       | 8                 | その胸に宿る秘密とはなにか               | 都内連続ビル崩落事件                             | - ロイミュード033（7話） - スクーパーロイミュード（声 - 中博史） | 長谷川圭一                                                           |                       | 石垣広文       | 山口恭平 |
| 12月07日       | 9                 | どうすればクールボディになれるのか       | 空中放電発火事件                                 | - ロイミュード024 - ボルトロイミュード（声 - あご勇） - ロイミュード037（演 / 声 - 新田健太） - ロイミュード103（演 / 声 - 辻本一樹） | 三条陸                                                               | おぐらとしひろ        | 石垣広文       | 金田治   |
| 12月14日       | 10                | ベルトの過去になにがあったのか           | 空中放電発火事件                                 | ― | 三条陸                                                               |                       | 石垣広文       | 金田治   |
| 12月21日       | 11                | 暗黒の聖夜を防ぐのはだれか               | 空中放電発火事件                                 | - 魔進チェイサー - ボルトゴースト（声 - あご勇） - 巨大ロイミュード | 三条陸                                                               |                       | 石垣広文       | 金田治   |
| 12月28日       | 12                | 白い仮面ライダーはどこから来たのか       | 地上げ屋殺人未遂事件                             | - ガンマンロイミュード（声 - ベルナール・アッカ） - ロイミュード018（声 - マービンJr.）（13話） | 三条陸                                                               | 石田秀範              | 石垣広文       |          |
| 2015年01月11日 | 13                | 私の弟にはなぜブレーキがないのか         | 地上げ屋殺人未遂事件                             | - ガンマンロイミュード（声 - ベルナール・アッカ） - ロイミュード018（声 - マービンJr.）（13話） | 三条陸                                                               | 石田秀範              | 石垣広文       |          |
| 1月18日        | 14                | 彼女を狙う黒い影はだれか                 | 人気女優ストーカー事件                           | - ロイミュード069（声 - 三浦俊輔）（14話） - 巨大ロイミュード（14話） - ロイミュード096（変異体・毒爪装備）（声 - 末永遥） | 長谷川圭一                                                           | 諸田敏                | 石垣広文       |          |
| 1月25日        | 15                | その想いが届くのはいつか                 | 人気女優ストーカー事件                           | - ロイミュード069（声 - 三浦俊輔）（14話） - 巨大ロイミュード（14話） - ロイミュード096（変異体・毒爪装備）（声 - 末永遥） | 長谷川圭一                                                           | 諸田敏                | 石垣広文       |          |
| 2月01日        | 16                | 沢神りんなはなぜソワソワしていたのか     | 都内連続詐欺事件                                 | - ボイスロイミュード（声 - 松永博史（甘城秀） / 成松慶彦（笹本喜三郎）） - ロイミュード046（演 - 石井靖見）（16話） - ロイミュード085（演 - 村井亮）（16話） - ロイミュード064（17話） - ロイミュード095（17話） | 三条陸                                                               | 山口恭平              | 石垣広文       |          |
| 2月08日        | 17                | デッドヒートを制するのはだれか           | 都内連続詐欺事件                                 | - ボイスロイミュード（声 - 松永博史（甘城秀） / 成松慶彦（笹本喜三郎）） - ロイミュード046（演 - 石井靖見）（16話） - ロイミュード085（演 - 村井亮）（16話） - ロイミュード064（17話） - ロイミュード095（17話） | 三条陸                                                               | 山口恭平              | 石垣広文       |          |
| 2月15日        | 18                | なぜ追田警部補はそいつを追ったのか       | 復讐代理人事件                                   | - ロイミュード065 （19話） - ジャッジロイミュード（声 - 田久保修平） | 長谷川圭一                                                           | 石田秀範              | 石垣広文       |          |
| 2月22日        | 19                | なにが刑事を裁くのか                     | 復讐代理人事件                                   | - ロイミュード065 （19話） - ジャッジロイミュード（声 - 田久保修平） | 長谷川圭一                                                           | 石田秀範              | 石垣広文       |          |
| 3月01日        | 20                | 西城究はいつからロイミュードだったのか   | アイドル声優襲撃事件                             | - ロイミュード072（声 - 浜野謙太） - ロイミュード044（死神） - ロイミュード094（死神） - メディックロイミュード | 三条陸                                                               | 金田治                | 石垣広文       |          |
| 3月08日        | 21                | 不揃いの死者たちはなにを語るのか         | 5カ所同時殺人事件                                | - メディックロイミュード - ロイミュード034（死神） - ロイミュード054（死神） - ロイミュード104（死神）（21話） | 三条陸                                                               | 金田治                | 石垣広文       |          |
| 3月15日        | 22                | F1ボディでどうやって戦えばいいのか       | 5カ所同時殺人事件                                | - メディックロイミュード - ロイミュード034（死神） - ロイミュード054（死神） - ロイミュード104（死神）（21話） | 三条陸                                                               | 金田治                | 石垣広文       |          |
| 3月22日        | 23                | 悪戯な笑みを止めるのはだれか             | 連続予告爆破事件                                 | - シュートロイミュード（声 - 武子直輝） | 香村純子                                                             | 鈴村展弘              | 石垣広文       |          |
| 4月05日        | 24                | なにがマッハを走らせるのか               | 連続予告爆破事件                                 | - シュートロイミュード（声 - 武子直輝） | 香村純子                                                             | 鈴村展弘              | 石垣広文       |          |
| 4月12日        | 25                | 新たなる闘いはなぜ始まったのか           | 加重逃走罪および殺人未遂                         | - ロイミュード007（声 - 大原崇） - ソードロイミュード（声 - 谷充義） - 魔進チェイサー - ロイミュード001 - ハートロイミュード | 三条陸                                                               | 諸田敏                | 石垣広文       |          |
| 4月19日        | 26                | チェイサーはどこへ向かうのか             | 加重逃走罪および殺人未遂                         | - ロイミュード007（声 - 大原崇） - ソードロイミュード（声 - 谷充義） - 魔進チェイサー - ロイミュード001 - ハートロイミュード | 三条陸                                                               | 諸田敏                | 石垣広文       |          |
| 4月26日        | 27                | 詩島剛が戦う理由はなにか                 | 新興住宅地住民連続襲撃事件                       | - ロイミュード050（声 - 吉開清人） - シーカーロイミュード（声 - はねゆり） - ロイミュード078（27話） - ロイミュード082（27話） - ブレンロイミュード（28話） - ロイミュード026（28話） - 巨大ロイミュード（28話） - ロイミュード043（28話） - 巨大ロイミュード（28話） - ロイミュード087（28話） - 巨大ロイミュード（28話） | 長谷川圭一                                                           | 石田秀範              | 石垣広文       |          |
| 5月03日        | 28                | なぜ家族は狙われたのか                   | 新興住宅地住民連続襲撃事件                       | - ロイミュード050（声 - 吉開清人） - シーカーロイミュード（声 - はねゆり） - ロイミュード078（27話） - ロイミュード082（27話） - ブレンロイミュード（28話） - ロイミュード026（28話） - 巨大ロイミュード（28話） - ロイミュード043（28話） - 巨大ロイミュード（28話） - ロイミュード087（28話） - 巨大ロイミュード（28話） | 長谷川圭一                                                           | 石田秀範              | 石垣広文       |          |
| 5月10日        | 29                | 強盗事件で本当はなにがあったのか         | 英都銀行員連続射殺事件                           | - ロイミュード067（声 - 河田吉正） - オープンロイミュード（声 - 福井博章） | 香村純子                                                             | 田﨑竜太              | 石垣広文       |          |
| 5月17日        | 30                | 真犯人を語るのはだれか                   | 英都銀行員連続射殺事件                           | - ロイミュード067（声 - 河田吉正） - オープンロイミュード（声 - 福井博章） | 香村純子                                                             | 田﨑竜太              | 石垣広文       |          |
| 5月24日        | 31                | 大切な記憶はどうして消されたのか         | 町工場主夫失踪事件（実際は連続誘拐事件）         | - ロイミュード001 - フリーズロイミュード - ロイミュード028（死神）（演 - 石井淳） - ロイミュード092（死神）（演 - 富永研司） - ブレンロイミュード | 長谷川圭一                                                           | 山口恭平              | 石垣広文       |          |
| 5月31日        | 32                | 進化の果てに待つものはなにか             | 町工場主夫失踪事件（実際は連続誘拐事件）         | - フリーズロイミュード（32話） - フリーズロイミュード超進化態 - ブレンロイミュード | 長谷川圭一                                                           | 山口恭平              | 石垣広文       |          |
| 6月07日        | 33                | だれが泊進ノ介の命を奪ったのか           | 町工場主夫失踪事件（実際は連続誘拐事件）         | - フリーズロイミュード（32話） - フリーズロイミュード超進化態 - ブレンロイミュード | 三条陸                                                               | 諸田敏                | 石垣広文       |          |
| 6月14日        | 34                | だれが泊英介の命を奪ったのか             | 科捜研証拠品盗難事件                             | - ロイミュード106（声 - 勝杏里）（34話） - シーフロイミュード（106Ver）（34話） - 巨大ロイミュード（34話） - ロイミュード001（回想のみ）（34話） - ブレンロイミュード（34話） - ブレンロイミュード超進化態 - シーフロイミュード（003Ver） - ハートロイミュード - メディックロイミュード（35話） - ロイミュード038（36話） - ロイミュード039（36話） - ロイミュード040 36話） - ロイミュード047（36話） - ロイミュード048（演 - 尾花かんじ）（36話） - ロイミュード049（演 - 豬爪尚紀）（36話） | 三条陸                                                               | 諸田敏                | 石垣広文       |          |
| 6月28日        | 35                | ろう城事件はなぜ起きたのか               | 特状課ろう城事件                                 | - ロイミュード106（声 - 勝杏里）（34話） - シーフロイミュード（106Ver）（34話） - 巨大ロイミュード（34話） - ロイミュード001（回想のみ）（34話） - ブレンロイミュード（34話） - ブレンロイミュード超進化態 - シーフロイミュード（003Ver） - ハートロイミュード - メディックロイミュード（35話） - ロイミュード038（36話） - ロイミュード039（36話） - ロイミュード040 36話） - ロイミュード047（36話） - ロイミュード048（演 - 尾花かんじ）（36話） - ロイミュード049（演 - 豬爪尚紀）（36話） | 長谷川圭一                                                           | 山口恭平              | 石垣広文       |          |
| 7月05日        | 36                | 銃弾はどこに正義を導くのか               | 特状課ろう城事件                                 | - ロイミュード106（声 - 勝杏里）（34話） - シーフロイミュード（106Ver）（34話） - 巨大ロイミュード（34話） - ロイミュード001（回想のみ）（34話） - ブレンロイミュード（34話） - ブレンロイミュード超進化態 - シーフロイミュード（003Ver） - ハートロイミュード - メディックロイミュード（35話） - ロイミュード038（36話） - ロイミュード039（36話） - ロイミュード040 36話） - ロイミュード047（36話） - ロイミュード048（演 - 尾花かんじ）（36話） - ロイミュード049（演 - 豬爪尚紀）（36話） | 長谷川圭一                                                           | 山口恭平              | 石垣広文       |          |
| 7月12日        | 37                | 究極の味覚を狙うのはだれか               | 連続機械生命体発火事件                           | - ロイミュード036（演 - 榮男樹）（37話） - ロイミュード062（演 - 岡田和也）（37話） - ロイミュード041（死神） - ロイミュード045（死神）（38話） - ロイミュード068（演 - 内川仁朗）（37話） - ロイミュード025（写真のみ）（37話） - ロイミュード031（写真のみ）（37話） - ロイミュード086（写真のみ）（37話） - ロイミュード090（声 - 鮎川桃果） - クックロイミュード （声 - 吉岡そんれい） - ハートロイミュード - ハートロイミュード超進化態（38話） - メディックロイミュード | 三条陸                                                               | 舞原賢三              | 石垣広文       |          |
| 7月19日        | 38                | 悪魔はなぜ進化を求め続けるのか           | 連続機械生命体発火事件                           | - ロイミュード036（演 - 榮男樹）（37話） - ロイミュード062（演 - 岡田和也）（37話） - ロイミュード041（死神） - ロイミュード045（死神）（38話） - ロイミュード068（演 - 内川仁朗）（37話） - ロイミュード025（写真のみ）（37話） - ロイミュード031（写真のみ）（37話） - ロイミュード086（写真のみ）（37話） - ロイミュード090（声 - 鮎川桃果） - クックロイミュード （声 - 吉岡そんれい） - ハートロイミュード - ハートロイミュード超進化態（38話） - メディックロイミュード | 三条陸                                                               | 舞原賢三              | 石垣広文       |          |
| 7月26日        | 39                | 旋風の誘拐犯はいつ襲って来るのか         | 連続女性誘拐事件                                 | - ロイミュード008 - トルネードロイミュード - ハートロイミュード超進化態 - ロイミュード036（39話） - ロイミュード062（39話） - ロイミュード098（39話） - ロイミュード006 - ロイミュード004 | 三条陸                                                               | 柴﨑貴行              | 石垣広文       |          |
| 8月2日         | 40                | 2人の天才科学者はなぜ衝突したのか        | 連続女性誘拐事件                                 | - ロイミュード008 - トルネードロイミュード - ハートロイミュード超進化態 - ロイミュード036（39話） - ロイミュード062（39話） - ロイミュード098（39話） - ロイミュード006 - ロイミュード004 | 三条陸                                                               | 柴﨑貴行              | 石垣広文       |          |
| 8月9日         | 41                | 黄金のドライブはどうやって生まれたのか   | 連続女性昏睡事件                                 | - ロイミュード006（41話） - ゴルドドライブ - ロイミュード052（41話） - ロイミュード053（41話） - ロイミュード056（41話） - ロイミュード058（41話） - ロイミュード063（41話） - ロイミュード079（41話） - ハートロイミュード超進化態 - ロイミュード002（回想のみ）（42話） - ハートロイミュード（回想のみ）（42話） - メディックロイミュード - ロイミュード009（回想のみ）（42話） - メディックロイミュード超進化態（42話） | 長谷川圭一                                                           | 山口恭平              | 石垣広文       |          |
| 8月16日        | 42                | 女神の真実はどこにあるのか               | 連続女性昏睡事件                                 | - ロイミュード006（41話） - ゴルドドライブ - ロイミュード052（41話） - ロイミュード053（41話） - ロイミュード056（41話） - ロイミュード058（41話） - ロイミュード063（41話） - ロイミュード079（41話） - ハートロイミュード超進化態 - ロイミュード002（回想のみ）（42話） - ハートロイミュード（回想のみ）（42話） - メディックロイミュード - ロイミュード009（回想のみ）（42話） - メディックロイミュード超進化態（42話） | 長谷川圭一                                                           | 山口恭平              | 石垣広文       |          |
| 8月23日        | 43                | 第二のグローバルフリーズはいつ起きるのか | 第二次グローバルフリーズ発生未遂事件             | - ブレンロイミュード超進化態 - ロイミュード003（回想のみ）（43話） - ゴルドドライブ - ロイミュード004 （声 - クリス・ペプラー） - ロイミュード013（死神）（43話） - ロイミュード022（死神）（43話） - ロイミュード080（死神）（43話） - ロイミュード011（写真のみ）（43話） - ロイミュード012（写真のみ）（43話） - ロイミュード051（写真のみ）（43話） - ロイミュード077（写真のみ）（43話） - ロイミュード099（写真のみ）（43話） - ロイミュード100（写真のみ）（43話） - ロイミュード066（43話） - ロイミュード021（死神）（44話） - ロイミュード032（死神）（44話） - ロイミュード083（死神）（44話） - ロイミュード073（44話） - ロイミュード097（44話） - ロイミュード107（44話） | 三条陸                                                               | 石田秀範              | 石垣広文       |          |
| 8月30日        | 44                | だれがハートを一番愛していたか           | 第二次グローバルフリーズ発生未遂事件             | - ブレンロイミュード超進化態 - ロイミュード003（回想のみ）（43話） - ゴルドドライブ - ロイミュード004 （声 - クリス・ペプラー） - ロイミュード013（死神）（43話） - ロイミュード022（死神）（43話） - ロイミュード080（死神）（43話） - ロイミュード011（写真のみ）（43話） - ロイミュード012（写真のみ）（43話） - ロイミュード051（写真のみ）（43話） - ロイミュード077（写真のみ）（43話） - ロイミュード099（写真のみ）（43話） - ロイミュード100（写真のみ）（43話） - ロイミュード066（43話） - ロイミュード021（死神）（44話） - ロイミュード032（死神）（44話） - ロイミュード083（死神）（44話） - ロイミュード073（44話） - ロイミュード097（44話） - ロイミュード107（44話） | 三条陸                                                               | 石田秀範              | 石垣広文       |          |
| 9月6日         | 45                | ロイミュードの最後の夢とはなにか         |                                                  | - ゴルドドライブ（45、46話） - ロイミュード015（死神）（45話） - ロイミュード019（死神）（45話） - ロイミュード035（死神）（45話） - ロイミュード059（死神）（45話） - ロイミュード070（死神）（45話） - ロイミュード075（死神）（45話） - ロイミュード081（死神）（45、46話） - ロイミュード101（死神）（45、46話） - ロイミュード105（死神）（45、46話） - シグマサーキュラー（声 - 森田成一（男声 / 47）、藤村歩（女声 / 47）） （46、47話） - フリーズロイミュード超進化態（47話）（夢の世界） - ソードロイミュード（47話）（夢の世界） - シーフロイミュード（47話）（夢の世界） | 三条陸                                                               | 柴﨑貴行              | 石垣広文       |          |
| 9月13日        | 46                | 彼らはなぜ戦わなければならなかったのか   |                                                  | - ゴルドドライブ（45、46話） - ロイミュード015（死神）（45話） - ロイミュード019（死神）（45話） - ロイミュード035（死神）（45話） - ロイミュード059（死神）（45話） - ロイミュード070（死神）（45話） - ロイミュード075（死神）（45話） - ロイミュード081（死神）（45、46話） - ロイミュード101（死神）（45、46話） - ロイミュード105（死神）（45、46話） - シグマサーキュラー（声 - 森田成一（男声 / 47）、藤村歩（女声 / 47）） （46、47話） - フリーズロイミュード超進化態（47話）（夢の世界） - ソードロイミュード（47話）（夢の世界） - シーフロイミュード（47話）（夢の世界） | 三条陸                                                               | 柴﨑貴行              | 石垣広文       |          |
| 9月20日        | 47                | 友よ、君はだれに未来を託すのか           | 石垣広文 宮崎剛                                  | - ゴルドドライブ（45、46話） - ロイミュード015（死神）（45話） - ロイミュード019（死神）（45話） - ロイミュード035（死神）（45話） - ロイミュード059（死神）（45話） - ロイミュード070（死神）（45話） - ロイミュード075（死神）（45話） - ロイミュード081（死神）（45、46話） - ロイミュード101（死神）（45、46話） - ロイミュード105（死神）（45、46話） - シグマサーキュラー（声 - 森田成一（男声 / 47）、藤村歩（女声 / 47）） （46、47話） - フリーズロイミュード超進化態（47話）（夢の世界） - ソードロイミュード（47話）（夢の世界） - シーフロイミュード（47話）（夢の世界） | 三条陸                                                               | 柴﨑貴行              |                |          |
| 9月27日        | 最終話 （特別編） | ゴーストの事件                           | 石垣広文 宮崎剛                                  | | - 眼魔アサルト （声 - 一条和矢） - ロイミュード012 - ロイミュード055 | 毛利亘宏              | 金田治         |          |

## 他媒体展開
以下の各作品の詳細については、各項目のリンク先を参照。特記のない限り、仮面ライダードライブ タイプスピードが各作品に登場。

### 映画
『仮面ライダー×仮面ライダー ドライブ&鎧武 MOVIE大戦フルスロットル』
2014年12月13日公開。本作品と『仮面ライダー鎧武/ガイム』のクロスオーバー作品。
公開時期に当たるテレビシリーズ第5話から第12話まで、同作品の映像がOPで使用された。
『スーパーヒーロー大戦GP 仮面ライダー3号』
2015年3月21日公開。仮面ライダーシリーズとスーパー戦隊シリーズのクロスオーバー作品。
公開時期に当たるテレビシリーズ第21話から第26話まで、同作品の映像がOPで使用された。
『劇場版 仮面ライダードライブ サプライズ・フューチャー』
2015年8月8日公開。本作品の単独作品。
公開時期に当たるテレビシリーズ第38話から第44話まで、同作品の映像がOPで使用された。また同話〜41話にかけて、その週のストーリーと若干のつながりをもたせた新撮ショートドラマ「映画公開記念!1分間ストーリー」全4話が放送された。
同作品のストーリーはテレビシリーズの第40話から41話の間の出来事として位置付けられている。
『仮面ライダー×仮面ライダー ゴースト&ドライブ 超MOVIE大戦ジェネシス』
2015年12月12日公開。次作『仮面ライダーゴースト』と本作品のクロスオーバー作品。
『仮面ライダー平成ジェネレーションズ Dr.パックマン対エグゼイド&ゴーストwithレジェンドライダー』
2016年12月10日公開。『仮面ライダーエグゼイド』と『仮面ライダーゴースト』のクロスオーバー作品。泊進ノ介 / 仮面ライダードライブが登場。
『仮面ライダー×スーパー戦隊 超スーパーヒーロー大戦』
2017年3月25日公開。仮面ライダーシリーズとスーパー戦隊シリーズのクロスオーバー作品。仮面ライダードライブ タイプトライドロンが登場。
『劇場版 仮面ライダービルド Be The One』
2018年8月4日公開。『仮面ライダービルド』の単独作品。エピローグに仮面ライダードライブの他、ハート、ブレン、メディックの各ロイミュード超進化態が登場。
『平成仮面ライダー20作記念 仮面ライダー平成ジェネレーションズ FOREVER』
2018年12月22日公開。『仮面ライダージオウ』と『仮面ライダービルド』のクロスオーバー作品。仮面ライダードライブ タイプスピードとロイミュードが登場。他本作品内での事件解明時の演出が流用されている。
『劇場版 仮面ライダージオウ Over Quartzer』
2019年7月26日公開。『仮面ライダージオウ』の単独作品。仮面ライダードライブ、詩島剛 / 仮面ライダーマッハ、クリム・スタインベルトが登場。他に本作品第45話の映像も一部流用されている。
『仮面ライダー 令和 ザ・ファースト・ジェネレーション』
2019年12月21日公開。『仮面ライダージオウ』と『仮面ライダーゼロワン』をメインとしたクロスオーバー作品。仮面ライダードライブ タイプスピードが登場。
『セイバー+ゼンカイジャー スーパーヒーロー戦記』
2021年7月22日公開。仮面ライダー50周年×スーパー戦隊45作品記念。仮面ライダードライブ　タイプスピードが登場。

### 他テレビシリーズ
『仮面ライダーゴースト』
同作品の第4話にてニュートン魂を使用した際、本作品の最終話での出来事を踏まえた台詞がゴーストの口から語られている。
『仮面ライダージオウ』
仮面ライダードライブが2068年の世界に歴代平成仮面ライダーの銅像のひとつとして登場。
EP41、EP45に仮面ライダードライブ タイプスピードが登場。EP47・EP48にチェイス / 魔進チェイサーとロイミュードが登場。他にEP47に本作品第45話の映像も一部使用されている、EP48に本作品第26話の映像も一部使用されている。

### テレビスペシャル
『手裏剣戦隊ニンニンジャーVS仮面ライダードライブ 春休み合体1時間スペシャル』
2015年3月29日放送。本作品と同時期放送の『手裏剣戦隊ニンニンジャー』のクロスオーバー作品。

### シークレット・ミッションシリーズ
様々な媒体で展開される『ドライブ』短編ドラマ作品群の総称。テレビシリーズでは語られない様々なエピソードが明かされる。
テレビシリーズでは実現不可能な内容を行うことをテーマとしており、自由度の高い番外編となっている。

#### type TV-KUN
『シークレット・ミッション type TV-KUN（タイプ・てれびくん） ハンター&モンスター! 超怪盗の謎を追え!』
製作・発行 - 小学館
児童向け娯楽雑誌『てれびくん』2015年1月号（2014年11月26日ごろ発売）の付録として同梱されるスペシャルDVD収録ドラマ。映画『MOVIE大戦フルスロットル』や後述する『type ZERO』にもつながる秘話が明かされる。

#### type ZERO
『シークレット・ミッション type ZERO（タイプ・ゼロ） 第0話 カウントダウン to グローバルフリーズ』
映画『MOVIE大戦フルスロットル』の初公開時、入場者プレゼントとして先着100万名に配布されたDVD収録ドラマ。テレビシリーズ冒頭で語られたグローバルフリーズの際に起こった、プロトドライブとロイミュードの戦いの真実が明かされる。

#### type TOKUJO
『シークレット・ミッション type TOKUJO（タイプ・特状）』
2015年4月より順次発売される『ドライブ』Blu-ray COLLECTIONに収録。特状課の各メンバーが配属されるに至った裏話が明かされる。同作品のみ全4話で構成され、第3話ラストでは事件の真相を当てるクイズも行われる。
テレビシリーズではロイミュードとのアクションを盛り込まねばならないため作り辛かったミステリー風の推理ドラマとなっており、脚本はアニメと実写の両方を手がけた経験があり、『金田一少年の事件簿N』などを手掛けミステリーを得意とする高橋悠也が担当した。
各話タイトル
第1話「特状課はどうやって集められたのか」
第2話「アニマシステムとは一体なにか」
第3話「だれが小田桐教授を殺したのか」
第4話「なぜ蛮野博士はグローバルフリーズを狙ったのか」
スタッフ
- 脚本 - 高橋悠也
- アクション監督 - 石垣広文
- 監督 - 鈴村展弘
- 撮影 - 倉田幸治
- 助監督 - 上堀内佳寿也、大峯靖弘、浦弘之

オリジナルキャラクター
小田桐 正彦（）
新京大学の人間科学部教授でアニマシステムの研究者。
『小説 仮面ライダードライブ』
小田桐の名前が登場し、アニマシステムが作品に大きく関わっている。
日下部 章（）
警視庁公安部。
葛西 瞳（）
小田桐正彦の助手。
キャスト
- 泊進ノ介 / 仮面ライダードライブ - 竹内涼真
- 詩島霧子 - 内田理央
- 詩島剛 - 稲葉友
- ベルトさん（声） - クリス・ペプラー
- 沢神りんな - 吉井怜
- 西城究 - 浜野謙太
- 追田現八郎 - 井俣太良
- ブレン - 松島庄汰（1,4）
- 小田桐正彦 - 大高洋夫
- 日下部章 - 山崎潤（1,2,4）
- 葛西瞳 - 里久鳴祐果（1,2,4）
- 西堀光也 - 野間口徹（1,2,4）

スーツアクター
- 仮面ライダードライブ - 高岩成二

主題歌
「SURPRISE-DRIVE」
作詞 - 藤林聖子 / 作曲・編曲 - tatsuo / 歌 - Mitsuru Matsuoka EARNEST DRIVE

#### type HIGH-SPEED!
『てれびくん超バトルDVD 仮面ライダードライブ シークレット・ミッション type HIGH-SPEED!（タイプ・ハイスピード） ホンモノの力! タイプハイスピード誕生!』
『てれびくん』2015年3月号（2015年2月28日ごろ発売）で募集を開始し、全員プレゼント（有料）として応募者に送られたDVD収録ドラマ。突如現れたにせドライブに対抗するため、ドライブのホンモノの力が解き放たれる。同作品限定の形態「ドライブ タイプハイスピード」や限定シフトカー「シフトハイスピード」「メガマックスフレア」が登場。
オリジナルキャラクター
027
コピー能力で作ったシャドームーンなどが表紙を飾るにせ雑誌『てびれくん』14月号を街で大安売りしていた。触れた物をコピーするという特性を持つ。なお、声優の関智一が人間態も演じている。
にせドライブ
ロイミュード027が仮面ライダードライブに触れてコピーした装備で変身した姿。「027」のプレートが頭に付いているほか、ハンドル剣と同型の剣やドア銃型の水鉄砲などを武器とし、強引にマックスフレアのタイヤを奪った。ベルト音声はクリス・ペプラーではなく、関智一が本物に似せて演じている。
キャスト
- 泊進ノ介 / 仮面ライダードライブ - 竹内涼真
- 詩島剛 / 仮面ライダーマッハ - 稲葉友
- 詩島霧子 - 内田理央
- 沢神りんな - 吉井怜
- 西城究 - 浜野謙太
- ロイミュード027 / にせドライブ - 関智一
- ベルトさん（声） - クリス・ペプラー
- バイオリニスト - 石井有里絵

スーツアクター
- 仮面ライダードライブ - 高岩成二

スタッフ
- 脚本 - 香村純子
- アクション監督 - 石垣広文
- 監督 - 鈴村展弘
- 撮影 - 倉田幸治
- 助監督 - 上堀内佳寿也
- 製作・発行 - 小学館

#### type LUPIN
『てれびくん超バトルDVD 仮面ライダードライブ シークレット・ミッション type LUPIN（タイプ・ルパン） 〜ルパン、最後の挑戦状〜』
制作・発行 - 小学館
『てれびくん』2015年11月号（2015年10月1日ごろ発売）およびドライブのムック本『仮面ライダードライブ 超全集』で募集し、全員プレゼント（有料）として応募者に送られるDVD収録ドラマ。時期的には最終回直前とされておりシークレット・ミッション第1弾『超怪盗の謎を追え!』から始まった、怪盗アルティメット・ルパン（仮面ライダールパン）とドライブ（進ノ介）との因縁じみた関係に決着が付く。

### Vシネマ
『ドライブサーガ 仮面ライダーチェイサー』
2016年4月20日発売。チェイスを主人公としたVシネマ作品。
『ドライブサーガ 仮面ライダーマッハ/仮面ライダーハート』
2016年11月16日発売。詩島剛とハートを主人公としたVシネマ作品。

### Webドラマ
『ドライブサーガ 仮面ライダーブレン』
2019年4月に東映特撮ファンクラブで配信。2017年4月1日のエイプリルフール嘘告知の2年後に実際に製作。他に第2話に本作品第43話と第44話の映像も一部使用されている。
『仮面ライダーリバイス The Mystery（ザ・ミステリー）』
『仮面ライダーリバイス』のスピンオフ作品。追田現八郎が登場。
『仮面ライダージュウガVS仮面ライダーオルテカ』
『仮面ライダーリバイス』のスピンオフ作品。沢神りんなと追田現八郎が登場。

### Web動画
『Let's! タイヤコウカーン フェスティバル』
鎧武から引き続き制作された『東映特撮YouTube Official』で2014年11月16日（PART1）および12月25日（PART2）より配信のWEB動画。タイヤコウカーンを紹介する再編集動画。
『仮面ライダードライブVS恐怖のズンボガンボロイミュード』
『東映特撮YouTube Official』で2015年3月24日より配信のWEB動画。正体不明のズンボガンボロイミュードを追いつつドライブの戦いを再編集したショートドラマ形式のオリジナル動画。
『仮面ライダードライブ&仮面ライダーマッハ レッツ変身講座』
YouTube『バンダイ公式チャンネル』で2015年3月26日より公開のWEB動画。2人の変身ポーズを解説する。
『仮面ライダードライブ チェイススペシャルムービー』
YouTube『バンダイ公式チャンネル』で2015年4月19日より公開のWEB動画。仮面ライダーチェイサーとなったチェイスが独白する。

### 小説
『小説 仮面ライダードライブ 〜マッハサーガ〜』
著：大森敬仁、監修：長谷川圭一。講談社キャラクター文庫（講談社）より2016年4月20日発売。

### ドラマCD
『ドラマCD ドライブサーガ 仮面ライダーマッハ夢想伝』
2016年11月25日発売。

### ゲーム
『仮面ライダー サモンライド!』
2014年12月4日に発売されたPlayStation 3・Wii U用ゲームソフト。ドライブを主演格に置いた仮面ライダーのテレビゲームと、同梱されるライダーフィギュア（ライドフィギュア）および特殊効果のあるアイテムチップ（ライドチップ）を連動させて遊ぶ「フィギュア召喚アクション」ゲーム。なお、ライドフィギュアとライドチップは別売りもされる。
『チャリ走 DX3 タイムライダー』
2014年12月17日に発売されたニンテンドー3DS専用のダウンロード専用ゲームソフト。ドライブコラボステージが追加（有料）できる。
『ナレルンダー! 仮面ライダードライブ』
2015年3月より稼働のアーケードゲーム。Kinect搭載の体感型ゲームでプレイヤーの動きに合わせて仮面ライダードライブも動く。プレイ中の姿が記念として写真プリントされる。2014年9月のロケテスト版では『ナレルンダー! 仮面ライダー鎧武』がテスト稼働していた。

### 映像ソフト
いずれも発売元は東映ビデオ。
テレビシリーズ『仮面ライダードライブ』
本作品では単巻（4話収録）での発売はDVDのみとなり、これ以外には単巻3本分（12話）を収録したBlu-ray COLLECTIONとDVD COLLECTIONが発売された。なお、映像特典はBlu-ray COLLECTION版とDVD COLLECTION版のみの収録。通常のセルDVDおよびレンタルDVDへの収録はない。また、第32話については本放送時の音楽が諸事情により異なっており、東映特撮ファンクラブなどのネット配信でも同様の扱いとなっている。
| 通常版DVD                           | 通常版DVD      | 通常版DVD       | 通常版DVD | 通常版DVD |
| 巻                                  | 発売日         | 収録話          | 規格品番  | 規格品番  |
| ----------------------------------- | -------------- | --------------- | --------- | --------- |
| 1                                   | 2015年02月13日 | 第01話 - 第04話 | DSTD08961 | DSTD08961 |
| 2                                   | 2014年03月19日 | 第05話 - 第08話 | DSTD08962 | DSTD08962 |
| 3                                   | 2015年04月08日 | 第09話 - 第12話 | DSTD08963 | DSTD08963 |
| 4                                   | 2015年05月13日 | 第13話 - 第16話 | DSTD08964 | DSTD08964 |
| 5                                   | 2015年06月10日 | 第17話 - 第20話 | DSTD08965 | DSTD08965 |
| 6                                   | 2015年07月08日 | 第21話 - 第24話 | DSTD08966 | DSTD08966 |
| 7                                   | 2015年08月05日 | 第25話 - 第28話 | DSTD08967 | DSTD08967 |
| 8                                   | 2015年09月09日 | 第29話 - 第32話 | DSTD08968 | DSTD08968 |
| 9                                   | 2015年10月07日 | 第33話 - 第36話 | DSTD08969 | DSTD08969 |
| Blu-ray COLLECTION / DVD COLLECTION |                |                 |           |           |
| 巻                                  | 発売日         | 収録話          | 規格品番  | 規格品番  |
| 巻                                  | 発売日         | 収録話          | Blu-ray   | DVD       |
| 1                                   | 2015年04月08日 | 第01話 - 第12話 | BSTD08981 | DSTD08981 |
| 2                                   | 2015年07月08日 | 第13話 - 第24話 | BSTD08982 | DSTD08982 |
| 3                                   | 2015年10月07日 | 第25話 - 第36話 | BSTD08983 | DSTD08983 |
| 4                                   | 2016年01月06日 | 第37話 - 第48話 | BSTD08984 | DSTD08984 |
ヒーロークラブ
テレビシリーズの再編集DVD。全2巻。
| 巻 | 発売日        | サブタイトル                                          | 使用話数      | 規格品番  |
| -- | ------------- | ----------------------------------------------------- | ------------- | --------- |
| 1  | 2014年12月5日 | トップギアでエンジン全開!仮面ライダードライブ登場!!   | 第1話 - 第2話 | DSTD03776 |
| 2  | 2015年01月9日 | 相棒（バディ）の笑顔を取り戻せ!仮面ライダードライブ!! | 第3話 - 第4話 | DSTD03777 |

### CS・独立局での再放送
CS
- 東映チャンネル - 2018年7月 - 12月（「石ノ森章太郎劇場」枠、火曜 18:00 - 19:00他、2話連続放送）[注釈 85]
- ファミリー劇場 - 2024年5月 -

独立局
- テレビ埼玉…2016年4月3日 - 2017年4月2日（日曜 13:00 - 13:30）
  - 「春休み合体1時間スペシャル」のみ、2017年3月18日（土）に放送。
- サンテレビ…2016年5月30日 - 8月18日、2017年7月26日 - 10月16日 （共に月曜 - 木曜 7:00 - 7:30）
- 群馬テレビ…2017年1月17日 - 2018年3月2日（2017年3月28日まで火曜 15:30 - 16:00、4月7日より金曜 16:00 - 16:30）
- KBS京都…2017年4月4日 - 9月12日（火曜 19:00 - 19:55、2話連続放送）
- 千葉テレビ放送…2017年5月24日 - 2018年5月16日（水曜 17:30 - 18:00）

### テレビ朝日系での再放送
- 北陸朝日放送…2017年8月7日 - 8月18日（平日5:25 - 5:50、第10話まで）

### ネット配信
- 東映特撮YouTube Official…2021年5月15日 - 10月23日、2024年8月24日 - 2025年2月1日
- 東映特撮ニコニコおふぃしゃる…2023年2月12日 - 2024年1月7日